# Ramón María del Valle-Inclán
Ramón María del Valle-Inclán (Villanueva de Arosa, Pontevedra, 28 de octubre de 1866-Santiago de Compostela, La Coruña, 5 de enero de 1936) fue un dramaturgo, poeta y novelista español, que formó parte de la corriente literaria del modernismo. Se le considera uno de los autores clave de la literatura española del siglo XX.
Novelista, poeta y autor dramático español, además de cuentista, ensayista y periodista. Destacó en todos los géneros que cultivó y fue un modernista de primera hora que satirizó amargamente la sociedad española de su época. Estudió Derecho en Santiago de Compostela, pero interrumpió sus estudios para viajar a México, donde trabajó de periodista en El Correo Español y El Universal. A su regreso a Madrid llevó una vida literaria, adoptando una imagen que parece encarnar algunos de sus personajes. Actor de sí mismo, profesó un auténtico culto a la literatura, por la que sacrificó todo, llevando una vida bohemia de la que corrieron muchas anécdotas. Perdió un brazo durante una pelea. En 1916 visitó el frente francés de la I Guerra Mundial, y en 1922 volvió a viajar a México.

## Biografía
La biografía de Valle-Inclán ha despertado el interés de diversos biógrafos, además de investigadores o críticos literarios; también de escritores y literatos, como Ramón Gómez de la Serna, Melchor Fernández Almagro, Francisco Umbral o Manuel Alberca. 

### Pseudónimo
Respecto a su nombre público y literario, Ramón del Valle-Inclán es el que aparece en la mayoría de las publicaciones de sus obras, así como en los nombramientos y ceses de los cargos administrativos institucionales que tuvo en su vida. El nombre «Ramón José Simón Valle Peña» solo aparece en los documentos de la partida de bautismo y del acta de matrimonio. Como Ramón del Valle de la Peña solo firma en las primeras colaboraciones que realiza en su tiempo de estudiante universitario en Santiago de Compostela para Café con gotas. Semanario satírico ilustrado. 
Con el nombre de Ramón María del Valle-Inclán se le encuentra en algunas ediciones de ciertas obras de su época modernista, así como en un texto igualmente de su época modernista, que responde a una particular «autobiografía». No solo él mismo toma a veces este nombre durante esta época literaria, sino que también Rubén Darío igualmente así le declama en la «Balada laudatoria que envía al Autor el Alto Poeta Rubén» (1912).
Por otra parte, tanto en la firma ológrafa que aparece en todos sus textos manuscritos, como en el membrete del papel timbrado que utiliza, solo indica «Valle-Inclán», a secas.

### Nacimiento
Valle-Inclán nació en una vieja casa llamada «El Cantillo», situada en la calle de San Mauro, en la localidad pontevedresa de Villanueva de Arosa, al borde de la ría y frente a la isla de Arosa, pueblo de pescadores y campesinos. Su abuelo paterno fue Carlos Luis del Valle-Inclán Malvido, un oficial del ejército de ideas liberales que sufrió cárcel y huyó a Portugal en los años 20 (su abuelo inspirará el personaje de don Juan Manuel Montenegro).Los padres de Valle-Inclán fueron el marinero, y escritor (periodista y poeta) por gusto, Ramón del Valle Bermúdez de Castro (1823-1890); y Dolores de la Peña y Montenegro; ambos de ascendencia hidalga, poseedores de casas solariegas, pero venidos a menos.
Su padre mantuvo la adscripción liberal de su padre, Carlos Luis, estando en sintonía con el liberalismo progresista de Montero Ríos y el regionalismo, en su vertiente liberal, de su amigo Manuel Murguía —esposo de Rosalía de Castro.
Ramón fue bautizado tres días después de su nacimiento en la iglesia de San Cibrán de Cálago con tres nombres: Ramón José Simón con los apellidos Valle y Peña. Tomó su nombre artístico del apellido de uno de sus antepasados paternos, Francisco del Valle-Inclán (1736-1804). El nombre de Ramón se le puso en honor a su padre, el de José por ser el patrono de la madrina y abuela materna del bautizado y Simón por ser el santo del día en el que nació. Dos poblaciones se disputan su nacimiento, Villanueva de Arosa y Puebla del Caramiñal. Él afirmaba que nació en un barco que hacía la travesía entre ambas por la ría. La disputa nace de la temporada que pasó su madre (Dolores de la Peña) en agosto en Puebla del Caramiñal, con motivo de las preparaciones previas del parto. Esta estancia de la madre confundió a algunos biógrafos.

### Primeros años
La fortuna familiar heredada por el padre fue dilapidándose poco a poco, y esto obligó a la familia a llevar una vida más modesta, no solo modesta, sino algo difícil, pero gracias a esto Ramón llegó a conocer la literatura en grande. Es muy posible que Valle-Inclán y sus hermanos fueran criados como señoritos de pueblo y para el pueblo. Dispuso en su infancia de la buena biblioteca paterna y se le asignó como preceptor un clérigo de la Puebla del Deán (de apodo bichuquino y nombre Carlos Pérez Noal) con el que estudió gramática latina.
Según su hijo Carlos del Valle-Inclán Blanco, el carlismo de su padre tuvo como punto de partida las historias de los voluntarios de don Carlos que siendo rapaz escuchaba contar a criados y vecinos, además de las noticias que oyera en casa durante su niñez que transcurrió mientras se libraba la tercera guerra carlista. Pese al marchamo liberal de su familia, el escritor fue testigo del ocaso de la sociedad tradicional de hidalgos galaicos y nobleza titulada de pazo o casa solariega en su infancia.
A la edad de nueve años acomete su ingreso en el Instituto de Segunda Enseñanza primero en Santiago y posteriormente en el Instituto de Segunda Enseñanza de Pontevedra hasta 1885. Durante este periodo el bachillerato fue ejecutado sin el menor interés por su parte. En ese tiempo ejerció una gran influencia sobre él Jesús Muruáis, siendo decisivo en su formación literaria posterior. En la biblioteca paterna tuvo acceso a los clásicos españoles y a los románticos en boga; leyó Don Quijote y las Novelas ejemplares de Cervantes y el Quevedo de la BAE, mientras que en la biblioteca de su profesor de francés y amigo de su padre Jesús Muruáis, en el bajo del pazo de los Cru y Montenegro de Pontevedra, accedió a la literatura francesa  Leyó a Cervantes, a Quevedo y al vizconde de Chateaubriand, así como obras militares y sobre historia gallega. El 29 de abril de 1885 acaba sus estudios de bachillerato, tiene diecinueve años. Toda la familia se había trasladado unos años antes a la capital de la provincia donde el padre había conseguido que lo nombraran secretario del Gobierno Civil.

### La etapa universitaria
En septiembre de 1885, sin convicciones y siguiendo la imposición directa de su padre, comenzó a estudiar Derecho en la Universidad de Santiago de Compostela con resultados igualmente irregulares. Valle-Inclán no tiene preferencia por ninguna carrera siéndole todas iguales. Desde los primeros instantes universitarios solicitó examinarse por libre de algunas asignaturas. Disponiendo de poco dinero, impartía clases particulares de latín y frecuentaba más los cafés que las aulas, siendo también asiduo de la biblioteca de la universidad. Pudo vérsele por el Ateneo Compostelano y frecuentando los espacios literarios. En esos años trabó amistad con aquellos que más tarde llegarían a ser figuras relevantes del mundo de la cultura y de la política gallegaTambién trabó amistad con el florentino Attilio Pontanari del que aprendería esgrima y nociones de italiano. En el año 1888 se matriculó en Dibujo y adorno de figura en la Escuela de Artes y Oficios. Valle-Inclán se hizo pronto uno de los estudiantes más populares de la Universidad.

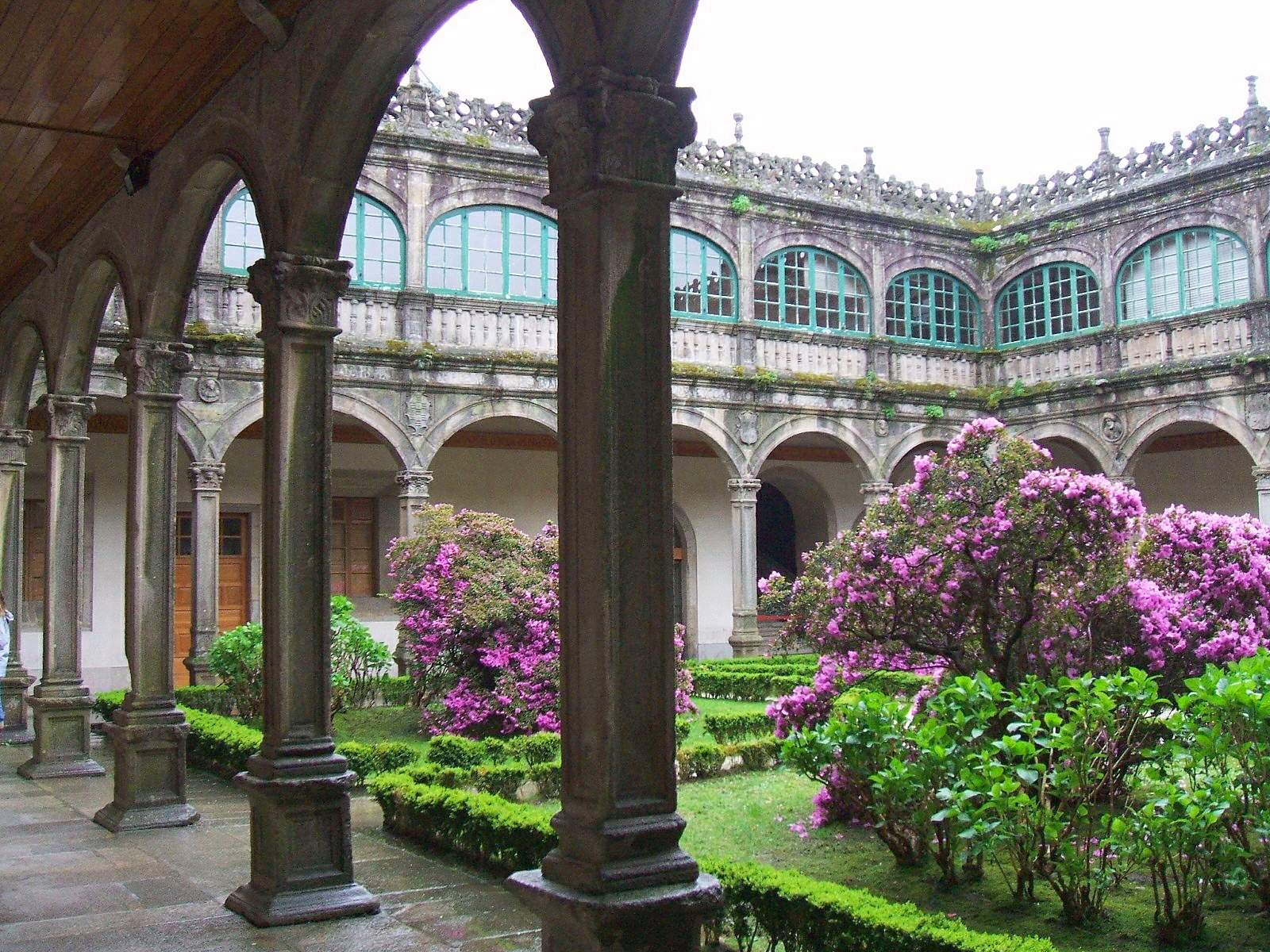
Universidad de Santiago de Compostela

En esta época publica sus primeros trabajos literarios en la revista Café con gotas de Santiago de Compostela, y en 1889 su cuento «A media noche», en la barcelonesa La Ilustración Ibérica; participando activamente, junto a su hermano Carlos, en la vida periodística de la ciudad. La visita de José Zorrilla a Santiago de Compostela para dar una conferencia en la universidad a la que asiste Valle-Inclán, le produce una honda impresión, quedando seducido por la figura del escritor consagrado. Es en estos años en los que comenzó a arraigar en él su vocación literaria.
Durante su etapa universitaria se revelan por primera vez sus simpatías hacia el tradicionalismo participando en los actos de la Juventud Católica y a través de la amistad que trabó con numerosas personalidades, entre las que destacan Alfredo Brañas, regionalista gallego en su vertiente tradicionalista y que acabará militando en la causa carlista en sus últimos años; y un joven Vázquez de Mella, estudiante en Santiago de Compostela, que más tarde se convertiría en uno de los más importantes figuras del carlismo.
El 14 de octubre de 1890, con la muerte de su padre en Villanueva, y con la edad de veinticuatro años es liberado del compromiso paterno, abandonó la carrera de Derecho por la que no sintió ningún interés, y regresó a Pontevedra. Lleva ya cinco años en la universidad compostelana y no ha pasado del tercer año de la carrera de Derecho. Piensa en ir a Madrid y comenzar en esa ciudad una nueva vida. La herencia del padre no ha sido de mucha cuantía y no le da para vivir.

### Primera estancia en Madrid
Tras una hipotética estancia en Italia aún por documentar,viaja a Madrid a finales de 1890. La situación política de España es mala y en lugares públicos madrileños se vocifera, se exponen ideas contrapuestas y se solicitan soluciones. La primera estancia en Madrid supone dos años en la vida de Valle-Inclán. En Madrid frecuenta los abundantes cafés de la Puerta del Sol, lugar de tertulia habitual, en ellas participa de forma expresiva y se hace conocer (resulta gracioso con su acento y su particular ceceo). Es irreductible en sus opiniones. En estas primeras visitas a los cafés va configurando su personalidad, su mundo, que acabaría haciéndolo famoso en las sociedades y tertulias de Madrid.
Colabora en diarios como El Globo, dirigido por su amigo e importante mentor Alfredo Vicenti, quien publica algunos de sus artículos y cuentos, y La Ilustración Ibérica, y dedica gran parte de su tiempo libre a asistir a representaciones del género chico. No es todavía considerado públicamente un escritor, las colaboraciones periodísticas que hace son para ganar algo de dinero, considerando poco afán por el oficio periodístico. La asistencia a peñas y tertulias de la época empieza a establecerse, se hace famoso en ellas por su ingenio. A pesar de sus esfuerzos abandona la capital sin lograr un sustento estable, la decisión parece ser tomada de forma inmediata.

### Primer viaje transatlántico: México
En 1892 tras una breve estancia en Pontevedra, Valle-Inclán se embarca el 12 de marzo en su primer viaje a América, concretamente a México. Los periódicos gallegos anuncian un viaje motivado por ser elegido para la dirección de un periódico. El trasatlántico francés en el que realiza el viaje, que se denomina Le Havre, desembarca en Veracruz el 8 de abril y pocos días después ya se encontraba alojado en la capital de México. Durante su estancia mexicana escribió para los periódicos: El Correo Español, El Universal (su serie de artículos denominada cartas galicianas) y El veracruzano Independiente. Su labor pasa por ser mero traductor al castellano de textos italianos y franceses, a pesar de que posee ligeros conocimientos sobre ambos idiomas. Pasa en tierras mexicanas un periodo algo menor de un año, repartido entre las ciudades de Veracruz y Ciudad de México. Durante esa época se encontraba Porfirio Díaz como presidente de México, su poder le impone una severa censura. La vida a partir de ahora en tierras americanas será una aventura para Valle-Inclán, la situación política mexicana lo excita y ello lo lleva a protagonizar ciertos incidentes.
Parece ser que su estancia en tierras americanas no estuvo exenta de problemas, ya que existen datos de que participó en un amago de duelo con el redactor de El Tiempo, y en una sonada pelea en Veracruz. De este primer viaje a México Ramón obtiene las primeras experiencias como escritor. Durante esta época conoce a Sóstenes Rocha, que le desvela los secretos de la política mexicana, Sóstenes es un personaje que resume la situación mexicana de la época. De esta primera estancia en México, Valle-Inclán presiente su destino como escritor, empezará los relatos que posteriormente se agruparán en Femeninas. Finalmente abandona México agotando su estancia de poco menos de un año. De las tierras mexicanas pasa a Cuba donde pasa una estancia de varias semanas, permanece algunos días en el hoy demolido Ingenio (azucarero) Santa Gertrudis, en la provincia de Matanzas hospedado en casa de unos amigos: familia González de Mendoza, propietarios por ese entonces de dicho ingenio. En primavera de 1893 se encuentra de nuevo en España, donde se aloja en Pontevedra. Su aspecto físico está transformado, lleva barba y melenas. Valle volvería a tierras mexicanas en un segundo viaje en 1921.

### De vuelta a España
De regreso a España, en 1893, se instaló en Pontevedra, lugar elegido por él con objeto de aliviar su nostalgia. Es en este lugar donde trabó amistad con Jesús Muruáis, bibliógrafo y profesor de latín en el instituto de la ciudad, en cuya biblioteca pudo leer a los más importantes autores europeos de la época (Biblioteca Muruais: obras francesas e inglesas de literatura y arte del siglo XIX). Es Valle-Inclán un joven escritor recién llegado de América, atendiendo a una imagen de dandi, aparece frecuentemente en el Café Moderno de Pontevedra y exhibe su dialéctica peculiar que luego lo haría famoso. Es durante esta época cuando el poeta italiano Gabriele D'Annunzio ejerce una fuerte influencia sobre él y de él toma la fórmula del decadentismo europeo. Valle-Inclán conoce también durante esta época pontevedresa al poeta francés René Ghil. Durante su estancia en Pontevedra, que se prolongaría hasta 1895 (cerca de tres años), publicó su primer libro, la colección de relatos de tema amoroso en 1894 titulado Femeninas (Seis historias amorosas). Esta primera obra aparece a la luz con el apoyo del amigo de su padre Manuel Murguía. Valle-Inclán ya se siente escritor, ya sabe a partir de este instante la dedicación futura de su vida.
Es en esta época cuando Valle-Inclán comienza a cultivar su particular indumentaria: capa (al principio un poncho mexicano), chalina, sombrero, polainas blancas, y sobre todo, sus largas y características barbas, las «barbas de chivo» de que habla Rubén Darío en un poema dedicado al autor. Colabora desde Pontevedra en la revista Blanco y Negro. Es en esta etapa pontevedresa en la que ya figura con su nombre Ramón de Valle Inclán, así se nombra a sí mismo en la portada de su primer libro. Concluida esta etapa, poco le queda hacer en provincias, se dirige a Madrid en lo que será su segundo viaje a la capital.

### Segunda etapa en Madrid: las tertulias
En el año 1895 volvió a instalarse por segunda vez en Madrid, esta vez como funcionario del Estado, en el Ministerio de Instrucción Pública y Bellas Artes, cobrando 2000 pesetas al año, un año antes de tener otro nuevo duelo a sable, en el que resultó herido por su oponente, el escritor Julio López del Castillo. Según Joaquín María del Valle-Inclán Alsina, este «momio» le dura por lo menos hasta 1899 y ni se molesta en publicar, ya que no tiene necesidad económica alguna de hacerlo. Pronto acude a varias tertulias madrileñas llevando la vida bohemia de la época, en las que conoce a muchas figuras destacadas de la época, como Gómez Carrillo, Pío y Ricardo Baroja, Azorín, Jacinto Benavente, González Blanco, Villaespesa, Mariano Miguel de Val, Alejandro Sawa, entre otros. Asiste a los innumerables cafés madrileños de la época: el de Fornos, el Suizo, el Café del Príncipe, el Café de Madrid, el Café de El Gato Negro, la terraza del Café Gijón, Lhardy en la carrera de San Jerónimo, y el Café Nuevo de la Montaña, en la puerta del Sol. Con tertulia propia en la «sala de La Cacharrería» del Ateneo de Madrid, en el café Granja El Henar. En ellos, con su verbo ceceante, se hace famoso por su capacidad de monopolizar conversaciones, por destruir reputaciones, y por su falta de paciencia a la hora de soportar interrupciones de oyentes e interlocutores.

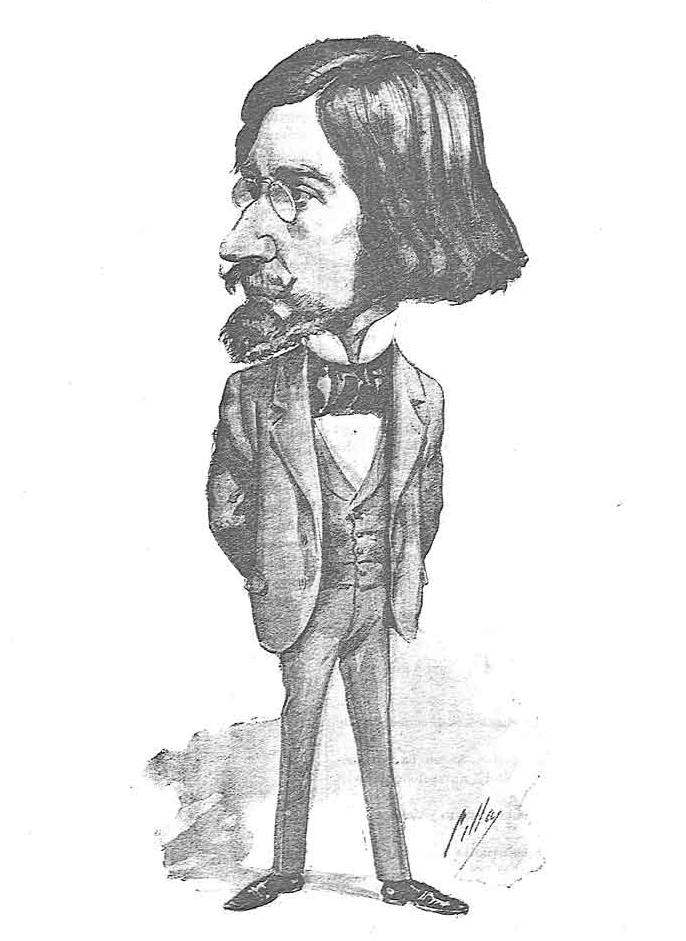
Caricaturizado en Madrid Cómico (1897) por Cilla

Su atuendo se hace peculiar, y la barba se alarga en lo que será su estética habitual. Vive con escaso dinero rozando la penuria y su solitario café en los cenáculos de las tertulias. En esta segunda etapa madrileña se dedica a la vida bohemia en cuerpo y alma, vive la época: la disfruta y la padece. Vive la bohemia literaria modernista con estrecheces económicas que incluso le obligan a pasar hambre. Habita en un patio de viviendas en la calle Calvo Asensio, 4, del barrio de Argüelles, entonces suburbio de Madrid, en una buhardilla alquilada con dos oscuros cuartuchos con una silla, una mesa y una cama como único mobiliario.
De esta época inicial en Madrid se narra una anécdota de Valle-Inclán en el que paseando por la madrileña Carrera de San Jerónimo se encuentra con Miguel de Unamuno y Pío Baroja, los tres hostiles entre sí en lo que se refiere a teorías literarias, no reconociéndose ningún mérito entre ellos. A pesar de presentar Pío Baroja a Valle-Inclán y Miguel de Unamuno, no pasan ni ochenta pasos sin que acabaran insultándose, gritándose y finalmente separándose antes de acabar el paseo por la calle. Los tres eran representantes de la generación del 98, los tres dejaron impronta de su independencia. En el año 1897 se publica su segundo libro, Epitalamio (Historias de amores), sin demasiado éxito entre los lectores; el libro se vende mal. Durante estos años, participó como actor en obras teatrales como La comedia de las fieras, de Jacinto Benavente, o Los reyes en el destierro, adaptación por Alejandro Sawa de una novela de Alphonse Daudet. Durante la guerra hispano-estadounidense las afinidades sentimentales hacen que Valle-Inclán tome partido por las aspiraciones cubanas a la independencia de España.

### La pérdida del brazo y el encuentro de Rubén Darío
El 24 de julio de 1899, en una discusión en el Café Nuevo de la Montaña, ubicado en la planta baja del Hotel París, sito en el número 2 de la puerta del Sol, el periodista Manuel Bueno Bengoechea le causa una herida en un antebrazo que termina gangrenándose y se hace necesaria su amputación. Valle-Inclán y su amigo Manuel Bueno discutían sobre la legalidad de un duelo que iba a celebrarse debido a la minoría de edad de uno de los duelistas.Llegaron a agredirse, Valle-Inclán con una botella de cristal y Manuel Bueno con un bastón, con tan mala fortuna en los lances para Valle-Inclán que se le clavó un gemelo en su muñeca izquierda, con resultado de fractura conminuta de los huesos del antebrazo izquierdo. La herida se gangrenó y el 12 de agosto de 1899, el médico y cirujano Manuel Barragán y Bonet le amputó dicho brazo.Según el biógrafo de Valle-Inclán Manuel Alberca, Bueno le dio una verdadera paliza que lo llevó al hospital.Ramón Gómez de la Serna, que no fue testigo de la escena, tiempo después convertiría el episodio en material literario pintoresco. De manera análoga recogería el suceso Tomás Orts Ramos en una versión más periodística. Esta amputación dio al traste con su carrera como actor.
Según cuentan, la entereza de Valle-Inclán fue tal, que durante la operación del doctor Barragán, estuvo despierto y se desmayó solo una vez; siendo conocido que casi al final de la operación sugiere a los asistentes deseos de fumar, y durante los últimos instantes se fuma un habano, haciendo ascender al techo grandes volutas de humo. Valle-Inclán tenía entonces treinta y tres años. A partir de ahora la imagen de manco se hace mítica. Algunos amigos deciden organizar un festival y conseguir fondos para comprarle un brazo ortopédico, estrenando en el Teatro Lara, el 19 de diciembre de ese año de 1899 su obra Cenizas: Drama en tres actos, con dirección del propio Valle-Inclán. La siguiente vez que se encuentra con Manuel Bueno le estrecha la mano. Tras el incidente regresa a vociferar a los cafés, al mismo tiempo que la manquedad le hace olvidarse de sus pretensiones de ser actor de teatro.

En el mismo periodo finisecular colabora en diversas revistas literarias, como La Vida Literaria, dirigida por Benavente, Revista Nueva, dirigida por Luis Ruiz Contreras, Germinal dirigida por Joaquín Dicenta o Vida Nueva dirigida por Eusebio Blasco. El año de su manquedad es el año en el que inicia su amistad con Rubén Darío recién llegado a Madrid y al que conoce cuando asiste a la tertulia literaria del Café de Madrid, que dirigía junto a Jacinto Benavente.

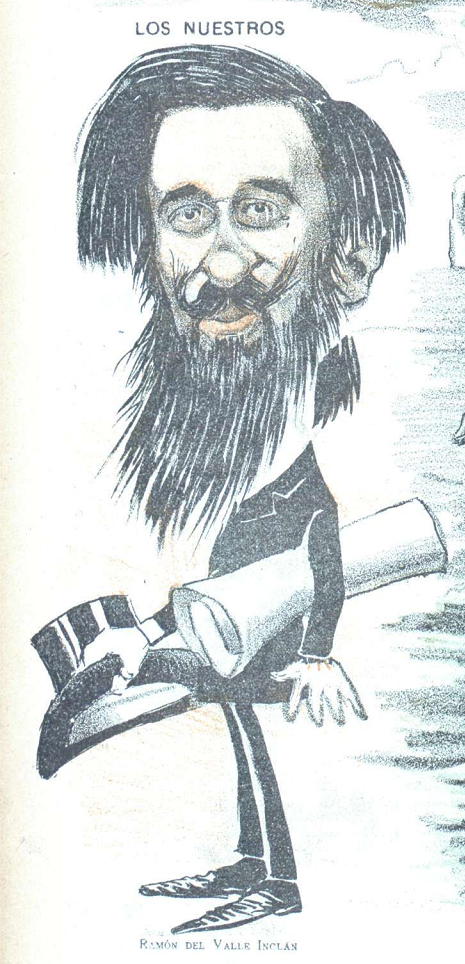
Caricatura de Tovar (1902)

### Escritor modernista
En 1900 Valle-Inclán participa en un concurso de cuentos auspiciado por el diario El Liberal. Aunque no consigue ganar el premio (el ganador fue el periodista José Nogales), su relato Satanás fue muy elogiado por Juan Valera, uno de los miembros del jurado, en un artículo de prensa. Parece ser que el jurado no quiso arriesgarse a premiar un relato tan innovador. Ese año aparece en la prensa su reseña de la novela de Pío Baroja La casa de Aizgorri en la que critica a su protagonista desde coordenadas tradicionalistas.La relación entre ambos escritores fue cordial, pero distante por sus diferencias políticas. Julio Caro Baroja, los calificó de «enemigos íntimos», y relata en sus recuerdos de juventud cómo Valle-Inclán discutía con su tío largo y tendido sobre la legitimidad y la ley sálica: «manejando los argumentos del más puro legitimismo, como si fuera un héroe de su admirado Barbey d'Aurevilly»En estos años comienza a ser asiduo del Nuevo Café de Levante en el que se concentrará durante un decenio casi toda la vida intelectual de Madrid. Allí conocerá a un gran amigo de los Baroja, el escritor Ciro Bayo, a quién le unirán sus simpatías carlistas y cuya muerte, pobre y casi olvidado, producirá un gran impacto en Valle.
En los años siguientes, siguió colaborando en varias publicaciones, como La Ilustración Artística, La Ilustración Española y Americana o La España Moderna. En Alma Española publicó, en diciembre de 1903, una famosa «autobiografía». 
En 1902 Los Lunes del Imparcial empieza a publicar Sonata de otoño, en que hace por primera vez aparición su personaje el Marqués de Bradomín, un aristócrata carlista que encarna el arquetipo español del Don Juan. Las Sonatas: Memorias del Marqués de Bradomín, que el autor anuncia como fragmentos de las «Memorias amables» autobiográficas de su «noble tío» el marqués de Bradomín (personaje inspirado en el general carlista Carlos Calderón), constituyen el ejemplo más destacado de prosa modernista en la literatura española. La primera de ellas, Sonata de otoño (1902), la escribió durante los tres meses de convalecencia de un involuntario tiro en un pie con una pistola de su propiedad. A ésta le siguieron Sonata de estío (1903), Sonata de primavera (1904) y Sonata de invierno (1905). En estas narraciones, siendo independientes entre sí, realiza un juego de correspondencias con los títulos del ciclo estacional anual y las sucesivas etapas del ciclo vital del protagonista, presentando a Xavier, el marqués de Bradomín, en cuatro ambientes y lugares distintos, narrando cuatro historias amorosas que corresponden, siguiendo la lógica argumental de la tetralogía —no el orden de escritura y publicación—, a la juventud en Italia —primavera—, a la primera madurez en México —estío—, a la madurez plena en Galicia —otoño—, y a la vejez en Navarra —invierno—. Las cuatro sonatas se empiezan a vender bien y para algunas de ellas hay traducciones en otros idiomas como el francés. 
En el mismo año de 1905 publica Valle una colección de cuentos con el título de Jardín novelesco; Historias de almas en pena, de duendes y de ladrones. Al año siguiente estrena en el Teatro de la Princesa una adaptación teatral basada en el protagonista de las Sonatas, El marqués de Bradomín: Coloquios románticos. Forma parte del reparto de la obra Josefa María Ángela Blanco Tejerina, a la que meses antes le ha dedicado la Sonata de invierno de esta manera: «... Para unos ojos tristes y aterciopelados...», futura esposa de Valle, con la que posteriormente contraerá matrimonio, aunque, muy probablemente, pudieran haber iniciado la convivencia con anterioridad.
Por esta época algunos miembros de la generación del 98 trabajaban de manera coordinada en diversas actividades creativas, y cada uno de sus componentes se conocen e intercambian ideas en sus reuniones en los diferentes cafés, como el Nuevo Café de Levante; y cafés-conciertos, como la popular sala de music-hall Central Kursaal, sita en la plaza del Carmen. Allí actuaba una jovencita cupletista llamada Anita Delgado, de la que se enamoró el maharajá de Kapurthala, suceso que se comentó con gran lujo de detalles en cafés y periódicos y semanarios de la época, siendo el propio Valle-Inclán uno de los intermediadores de una historia que acabó en boda.

### Matrimonio, gira teatral por Hispanoamérica y Primera Guerra Mundial

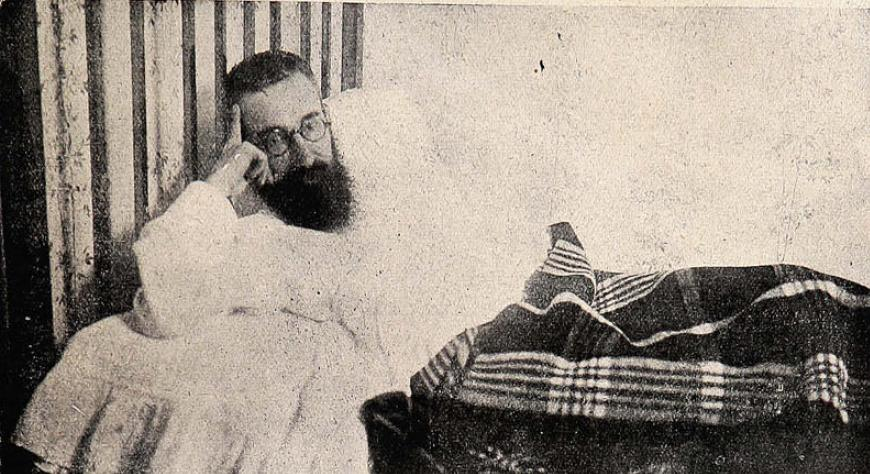
José Ramón María del Valle-Inclán posa para la revista chilena Sucesos (1910).

Valle-Inclán contrae matrimonio con Josefina Blanco Tejerina en la mañana del 24 de agosto de 1907 en la iglesia madrileña de San Sebastián. Él tiene cuarenta años y ella veintiocho. Tras la boda, ella abandona la profesión teatral, con excepción de una gira por Hispanoamérica en 1910. Enseguida nace la primera hija, María de la Concepción (1908), de un total de seis hijos nacidos a lo largo de los quince años siguientes. 
En el año 1907 publica varios libros, como la obra de teatro Águilas de blasón (primera parte de su ciclo carlista de Comedias bárbaras), estrenada el mismo año en Barcelona; Aromas de leyenda, la que será su primera obra de poesía; Versos en loor de un santo ermitaño y El marqués de Bradomín. Coloquios románticos. Por entregas, en el diario El Mundo, publica Romance de Lobos (segunda parte de las Comedias bárbaras que concluirá con Cara de Plata en 1922) y comienza con la escritura de su serie de obras teatrales de Las farsas.
En 1908 inicia la publicación de su serie de novelas La guerra carlista, compuesta por: Los cruzados de la causa, El resplandor de la hoguera y Gerifaltes de antaño. La serie quedó inconclusa, pero dejó muchas notas y abundante documentación del proyecto de varias novelas más que nunca escribió. En 1909 escribe Mi hermana Antonia, que narra la venganza del estudiante Máximo Bretal, enamorado de Antonia y rechazado por su madre.
El 3 de marzo de 1909 muere en su casa de Madrid el escritor Alejandro Sawa, ciego y en penosas condiciones físicas. Valle-Inclán, que años más tarde, dará vida a su alter ego Max Estrella en la obra Luces de bohemia (1920), lamenta enormemente su pérdida, y así se lo hace saber en una carta a Rubén Darío, la cual ha sido reproducida profusamente desde que se diera a conocer.
Por aquel entonces Valle trabó amistad con Joaquín Argamasilla, Marqués de Santacara,que se convirtió en su mejor amigo de entre los legitimistas y con quien realizará varios viajes a Navarra donde visitaron los lugares más emblemáticos de las guerras carlistas, escenarios de algunas de sus novelas. En 1911 Valle-Inclán se hospedó en Villa Carmen, residencia donostiarra del marqués de Santacara. En 1914 cuando nació su primer hijo, que apenas vivió unos meses, Valle-Inclán lo bautizó con el nombre de Joaquín por su amigo Joaquín Argamasilla. Valle-Inclán también prologó la única novela de Argamasilla, El yelmo roto (1913).
En esos años formaliza su militancia carlista participando activamente en las actividades de la Comunión Tradicionalista. En 1910 se contaba con su candidatura a diputado por Monforte de Lemos con el partido jaimista, pero no llegó a presentarse.

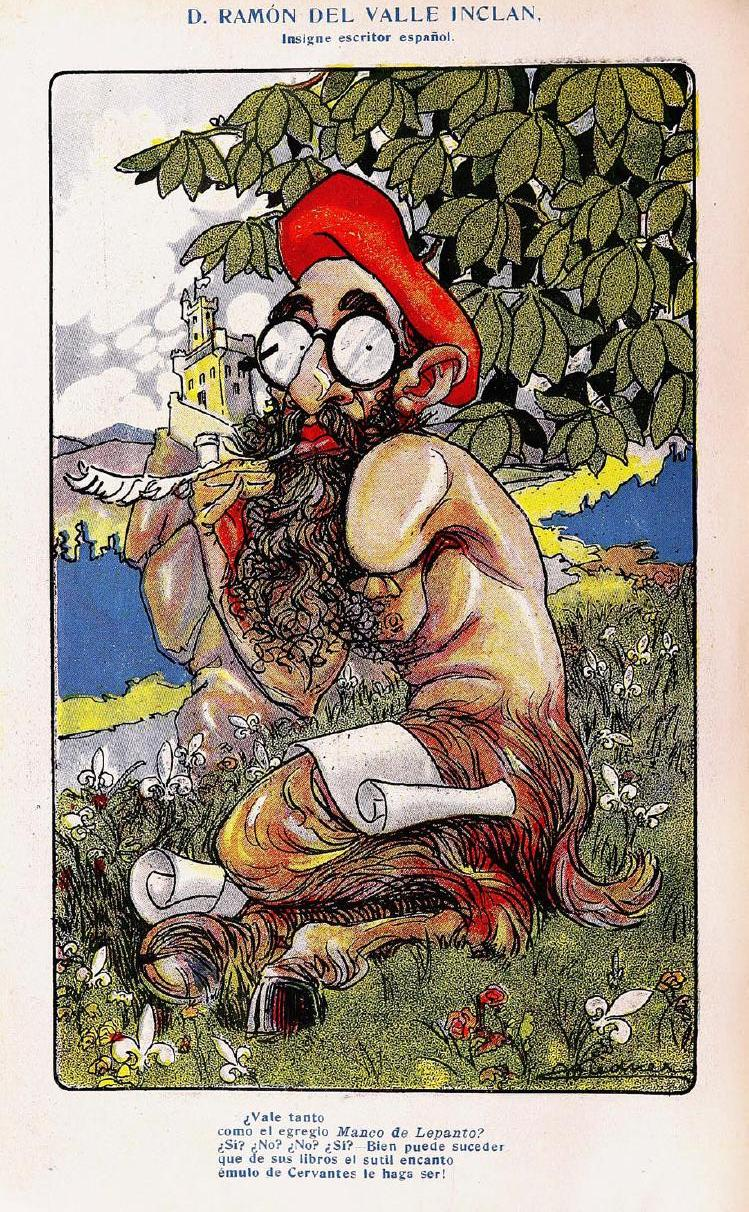
Caricatura en la Revista chilena "Sucesos" (1910). Valle-Inclán aparece como un fauno manco ataviado con la boina roja carlista y rodeado de flores de lis.

Su mujer Josefina Blanco se incorpora a las labores como actriz de teatro en 1910 y el matrimonio viaja de gira con la compañía de teatro de Francisco García Ortega. Valle-Inclán acompaña a su mujer en calidad de director artístico y tiene la oportunidad de pronunciar algunas conferencias sobre la literatura española en los países que visitan de gira, Argentina, Chile, Paraguay, Uruguay y Bolivia. En Buenos Aires habla de su experiencia con una droga, el hachís o "cáñamo índico":

Confieso que lo he tomado en abundancia, sin saber sus consecuencias, y por prescripción médica... Mi individualidad llegó a descomponerse en dos distintas. Comencé por ver en las cosas condiciones nuevas: cómo se creaba una desarmonía y otras veces una afinidad quimérica... Lo más espantoso de esas alucinaciones era el recuerdo de todas las personas muertas, que desfilaban por mi memoria como una cinta cinematográfica. Y este fenómeno fue el que me decidió a abandonar el haschisch.

En la Argentina, acompañó a una comisión del Círculo Carlista de Buenos Aires en una visita a Alicia de Borbón, la más joven de las hijas de Carlos VII que había llegado al país cuatro meses antes. En Buenos Aires fue homenajeado por sus correligionarios con un banquete en su honor en los salones del Círculo Tradicionalista.
De regreso a España, tras seis meses de gira americana regresa a Madrid, donde el 8 de enero de 1911 acudirá al homenaje a los diputados carlistas —protagonistas entonces de la oposición a la política laicista del gobierno de Canalejas en el parlamento— en el frontón Jai-Alai, uno de los actos tradicionalistas más concurridos de los desarrollados en la capital ya que logró unir a enfrentados integristas y carlistas, y en el que Valle-Inclán ocupará un lugar de honor sentándose en la mesa presidencial junto a Vázquez de Mella, el marqués de Cerralbo, Manuel Senante, Manuel Bofarull,etc.
Valle-Inclán sigue estrenando obras de teatro: Voces de gesta, en 1911 (en el teatro Novedades de Barcelona), —una apasionada oda al mundo tradicional— y La marquesa Rosalinda. Farsa sentimental y grotesca, en 1912. Al estreno de esta última en el teatro de la Princesa acudieron Alfonso XIII y su esposa Victoria Eugenia —que los carlistas como Valle-Inclán consideraban usurpadores— lo que motivó que no saliera al escenario a saludar al público al finalizar la función.A los estrenos también se suman otros incidentes; su obra teatral titulada El embrujado fue rechazada por el Teatro Español, que dirigía el escritor Benito Pérez Galdós, y el incidente acaba en un acto tumultuoso que incluye una lectura de la obra en el Ateneo de Madrid. En su empeño de queja no deja de asistir a las tertulias de café. Con el dinero que obtiene de la publicación de sus obras completas por Sociedad General de Librería, Valle-Inclán inicia con los suyos un viaje a Galicia con el objeto de vivir en su tierra natal junto con sus hijos. Esta estancia en Galicia se ve interrumpida frecuentemente por viajes a Madrid, cediéndole el escultor Sebastián Miranda su casa, donde permanece periodos largos para atender asuntos literarios, como los ensayos y estreno de La marquesa Rosalinda. Farsa sentimental y grotesca (5 de enero de 1912), o el inicio de la publicación de su Opera Omnia, a cargo de la imprenta Rivadeneyra, que inicia en 1913 con esta obra teatral como tercer volumen, o posteriormente La Lámpara maravillosa. Ejercicios espirituales (1916), que pondrá al frente de su «Opera Omnia» como primer volumen de la misma. Pero en 1914 Julio Casares publica Crítica profana, donde denuncia muchos y diversos plagios literarios de Valle-Inclán. Este, avergonzado, tardó en contestar, pero lo hizo:

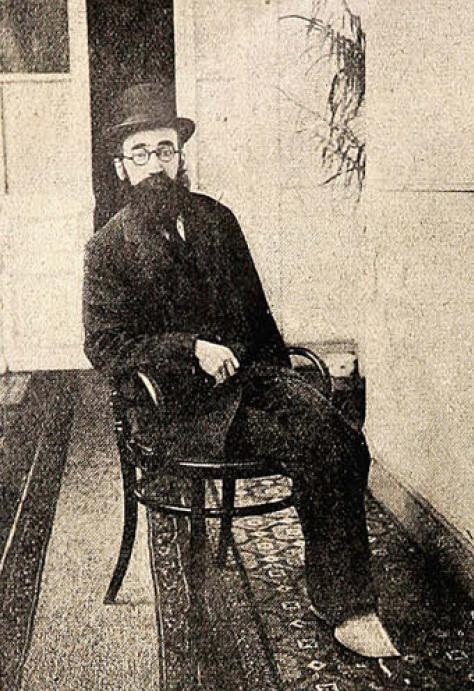
Fotografía de Ramón María del Valle-Inclán en su paso por Chile (1910).

Si aproveché unas páginas de las Memorias del caballero Casanova en mi Sonata de primavera, fue para poner a prueba el ambiente de mi obra. Porque de no haber conseguido este, la interpretación desentonaría terriblemente. Shakespeare puso en boca de Coriolano discursos que tomó de historiadores de la Antigüedad, y el acierto de la tragedia se comprueba en que, lejos de rechazar tales textos ajenos, los exige... El sino de los intelectuales españoles es idéntico al de los gitanos: vivir perseguidos por la Guardia civil
En 1915 solicita por escrito al Ministerio de Gracia y Justicia la rehabilitación de los títulos de marquesado del Valle, vizcondado de Vieixin y señorío del Caramiñal, pero sus peticiones no son atendidas. Los años que rodean la publicación de la Lámpara maravillosa. Ejercicios espirituales son especialmente duros para Valle-Inclán. Su amigo Rubén Darío realizará en 1914 el que será su viaje de regreso definitivo a Nicaragua, donde muere en 1916. 
Por otro lado las noticias de la incipiente guerra europea lo van rodeando poco a poco, y la pugna llega a las calles de Madrid dividiendo opiniones. Al estallar la I Guerra Mundial, Valle-Inclán toma parte desde el principio por el bando aliado encabezando un «Manifiesto de adhesión a las naciones aliadas». Su posicionamiento «aliadófilo» le distanciará de la línea oficial del carlismo que —pese a la francofilia de don Jaime— estuvo liderada por el «germanófilo» Vázquez de Mella. El conflicto entre aliadófilos y germanófilos dividió la política y el mundo intelectual y cultural de España durante la guerra en la que el gobierno de Eduardo Dato impuso una estricta neutralidad.
Su defensa de la causa aliada llevó a que fuera invitado por el gobierno francés a visitar los frentes de guerra en los Vosgos, Alsacia, Flandes y Verdún. Entre el 27 de abril y el 28 de junio de 1916, Valle-Inclán viajó como corresponsal del periódico El Imparcial, redactando también cartas donde daba fe y proporcionaba descripciones de lo que estuvo viendo en esos dos meses. A su llegada a la estación d'Orsay de París fue recibido por el conde Melgar, secretario personal de Carlos VII y don Jaime.En París se relacionó con autores españoles como Pedro Salinas, Manuel Ciges Aparicio y Corpus Barga. Fruto de su visita al frente fueron los textos publicados en El Imparcial, Visión estelar de la medianoche, entre octubre y diciembre de 1916, y En la luz del día, entre enero y febrero de 1917. 

### Asentamiento en Galicia

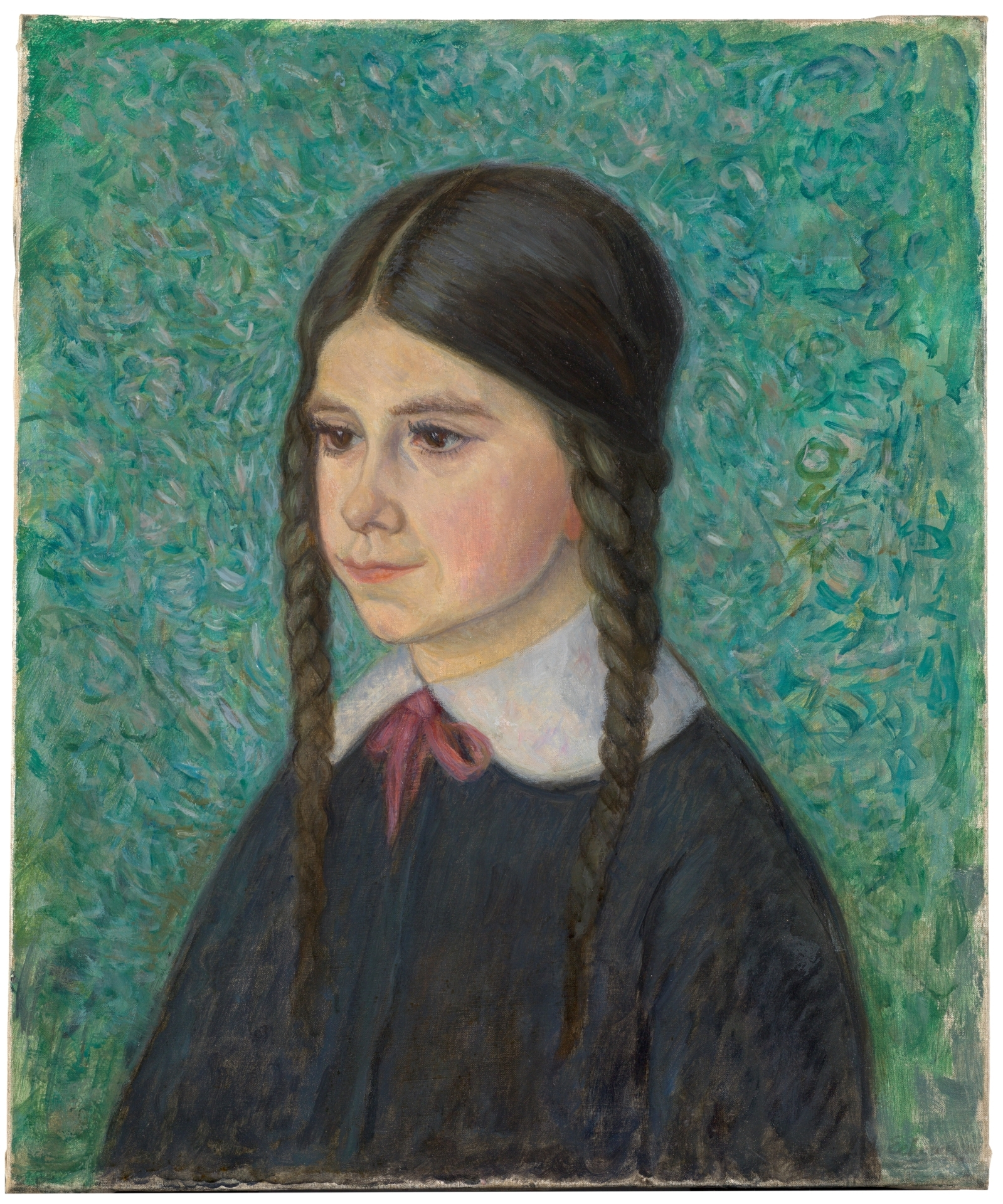
Mariquiña de Valle-Inclán, retratada por Juan de Echevarría, ca. 1928.

En 1912 se instala en Cambados con su familia, acogidos por doña Lucinda Fernández Soler en el barrio de Fefiñáns, y un verano en la casa de la calle Carreira, de su amigo José González Fraga. Allí nacerá el segundo de sus hijos, Joaquín María Baltasar (mayo de 1914, Cambados-septiembre de 1914, Cambados), que fallece trágicamente a los cuatro meses de edad, el 29 de septiembre, a causa de un accidente en la playa do Pombal, en Fefiñáns. Este suceso hace que se traslade en 1916 a la Puebla del Caramiñal y comienza a explotar las tierras del «pazo priorato de la Merced» que ha rentado, con el objetivo de convertirse en un terrateniente de la comarca del Salnés, actividad a la que se dedicó por un tiempo sin obtener buenos resultados. Allí nacerán el tercero y la cuarta de sus hijos, Carlos Luis Baltasar (1917, Puebla del Caramiñal) y María de la Encarnación Beatriz Baltasara 'Mariquiña' (5 de septiembre de 1919, Puebla del Caramiñal). Estas tareas las compatibiliza con su puesto en Madrid, durante dos cursos académicos, en la cátedra de Estética de las Bellas Artes. En 1918 de nuevo se plantea la posibilidad de su presencia en una candidatura jaimista, esta vez por la circunscripción de Noia, que finalmente no se producirá.
En 1921, cuando la posesión del pazo se le escapa de las manos, se traslada a Villa Eugenia, ubicada en núcleo urbano de Puebla del Caramiñal, residiendo hasta 1925, lugar donde nacerán el quinto y la sexta y última, de sus hijos, Jaime Baltasar Clemente (29 de enero de 1922, Puebla del Caramiñal) y Ana María Antonia Baltasara (agosto de 1924, Puebla del Caramiñal). Los nombres de sus hijos varones, «Carlos» y «Jaime», son un homenaje a los pretendientes carlistas Carlos VII y Jaime III.Valle-Inclán tenía en su domicilio un retrato dedicado de don Jaime en uniforme de oficial de húsares del ejército ruso. En 1925 regresa con su familia definitivamente a Madrid.

### El «esperpento» yEl ruedo ibérico
En julio de 1916 se crea la asignatura de Estética de las Bellas Artes en la Escuela Especial de Pintura, Escultura y Grabado con características específicas para el desempeño de dicho puesto docente, para él se le nombra profesor especial de misma, y se le confirma en el cargo un año después como profesor titular numerario de dicha asignatura. El mismo año de 1916 publica La lámpara maravillosa. Ejercicios espirituales, meditación sobre el hecho literario en la que realiza una síntesis de su ética y su estética, muy influido por los saberes ocultistas, gnósticos y esotéricos, herméticos, alquímicos y teosóficos, y de trasfondo pitagórico y neoplatónico, de autores como Mario Roso de Luna y Helena Blavatsky, dedicándosela a Joaquín Argamasilla.

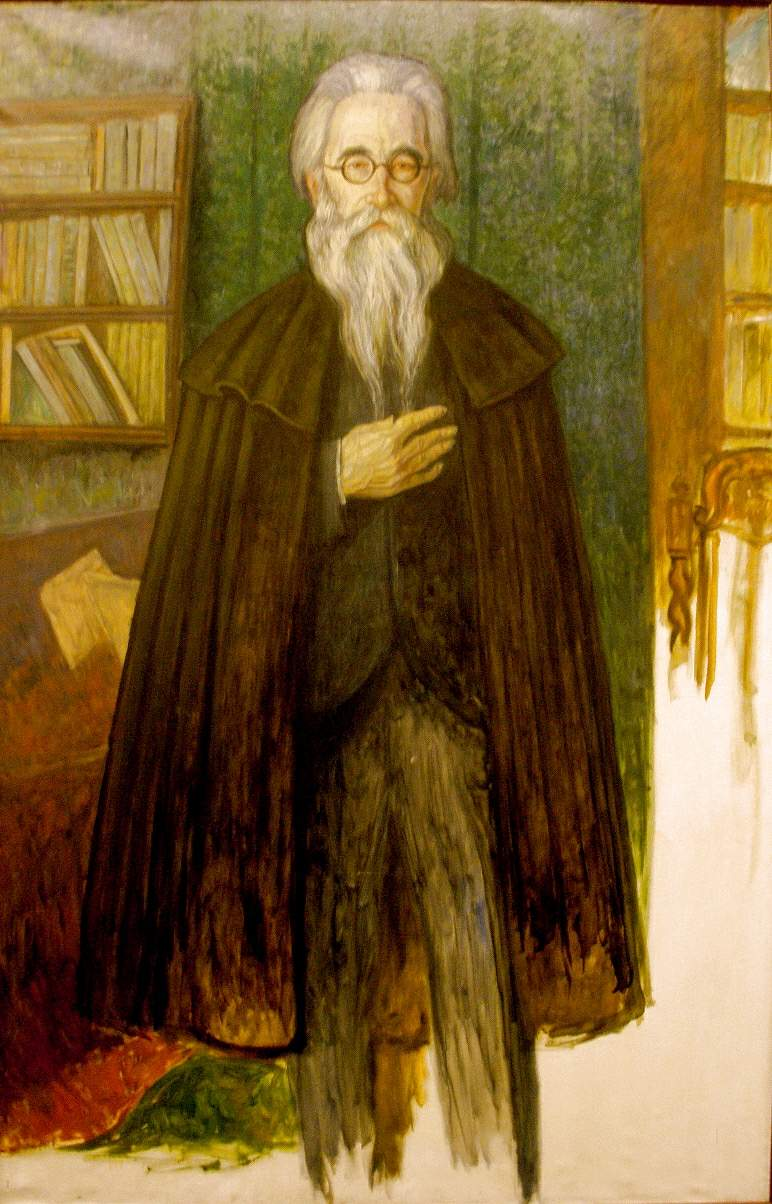
Retratado por Juan de Echevarría en 1922. Museo de Bellas Artes de Álava.

En noviembre de 1919 renuncia a la plaza docente y la cátedra queda amortizada.Empieza a fallarle a Valle-Inclán la salud y a guardar cama con frecuencia. Es habitual el trato de viejos carlistas. En 1920 sufre una intervención quirúrgica con la consiguiente estancia en un sanatorio. En 1920 es la primera vez que Ramón emplea la palabra «esperpento» en relación con su obra: «Esta modalidad consiste en buscar el lado cómico en lo trágico de la vida», expresaría en 1921. Su forma de vestir llama la atención: «fantocheril» a la manera de sus esperpentos, vestido de negro y bien flaco, con barba larga, renegando de todo.
A mediados de septiembre de 1921 realiza un nuevo viaje a México, por invitación personal del presidente de la república, Álvaro Obregón y a través de la mediación del escritor Alfonso Reyes Ochoa, con motivo de la celebración del centenario de su independencia. Su recibimiento fue un acontecimiento con enorme repercusión en el que participa todo el país. Durante su estancia en la capital azteca se establece en el Hotel Regis y se vio envuelto en una polémica con la colonia española en México por una entrevista en la que vertió graves palabras contra Alfonso XIII.Este segundo viaje a México estuvo lleno de actividades culturales entre las que destacaron las diversas conferencias que dio en las que defendió la obra del imperio español en América.De regreso a España pasa dos semanas en La Habana y otras dos en Nueva York, donde dio una conferencia en la Academia militar de West Point que comenzó con la afirmación: «Yo amo la guerra» y en la que elogió el genio militar de Zumalacárregui.En 1922 se establece de nuevo en Madrid, participando frenéticamente de nuevo en las tertulias de la capital: en La Granja del Henar, en el Café Regina, en el Café de El Gato Negro.

En 1920 colabora con el Teatro de la Escuela Nueva, dirigido por su amigo Cipriano Rivas Cherif, que intentaría el estreno de la Farsa y licencia de la reina castiza, lo que es impedido por la policía. Ese mismo año, Rivas Cherif intentará fundar el Teatro de los Amigos de Valle-Inclán, un frustrado proyecto que tenía por objetivo la puesta en escena los dramaturgos europeos considerados más avanzados y de cuya dirección artística debía encargarse el propio escritor. Algunos años después, en 1926, los dos amigos participarán activamente en las sesiones de El Mirlo Blanco, el teatro de cámara que los Baroja tenían en el salón de su casa, en el barrio madrileño de Argüelles, donde se estrenará el prólogo y el epílogo de Los cuernos de don Friolera y Ligazón. Ese mismo año ambos fundarán El Cántaro Roto, con la pretensión de llevar la experiencia privada de El Mirlo Blanco al ámbito comercial, programando en el Círculo de Bellas Artes de Madrid, obras de Anatole France y Bernard Shaw, entre otros, además de las suyas propias, pero fracasa al poco de ser creado, por el escaso éxito del público y la poca confianza por parte del programador.

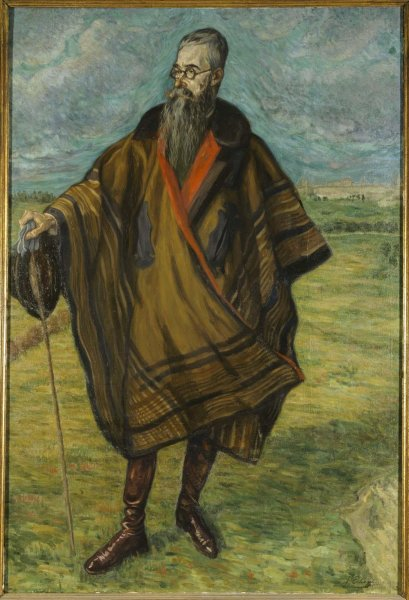
Retratado en 1922 por Juan de Echevarría. Museo Reina Sofía.

A finales de 1926, se publica la que algunos consideran su obra maestra narrativa, la novela Tirano Banderas, donde es patente la huella de su todavía reciente viaje al México revolucionario. En 1927 inicia la publicación de un ambicioso proyecto narrativo, El ruedo ibérico, que, de forma semejante a los Episodios nacionales de Benito Pérez Galdós, pretende narrar la historia de España desde el reinado de su detestada Isabel II hasta la época contemporánea al autor y la pérdida colonial con la guerra de Cuba, Puerto Rico y Filipinas. Únicamente llegó a escribir tres novelas de este proyecto: La corte de los milagros (1927), Viva mi dueño (1928) y Baza de espadas (1932). 
El ruedo ibérico supone una reflexión sobre las virtudes y miserias del tema de la revolución a propósito de la revolución de septiembre de 1868 en España, aunque los personajes que mejor salen librados en el repaso de todas las clases sociales sean el revolucionario Fernández Vallín y el anarquista Fermín Salvochea.
En 1923 imparte una sonada conferencia en Santiago de Compostela en la que afirmó «Galicia no tiene unidad de raza y no es bastante a definir una región su dialecto. Pudiera decirse que en Galicia no existe la región» y añadió «hablan el dialecto los analfabetos y las personas cultas solo se sirven de él para entreverar una expresión familiar o pintoresca, pero no para la diaria y constante conversación». En 1935 a tenor de la iniciativa estatutaria para Galicia señalará que antes que al Estado español o al gobierno de Madrid, es al carácter de los gallegos al que hay que atribuir ciertos males.
Desde 1924 muestra su oposición a la dictadura de Primo de Rivera, vocifera en los cafés y no duda en hacerse oír. En alguna ocasión fue detenido en la vía pública por quejas al régimen. Valle-Inclán era un paisano incómodo, a pesar de ello lucha por mejorar su situación económica y la de su familia. 
En 1927 participa en la creación de la Alianza Republicana. En 1928 Valle-Inclán consigue el contrato editorial más importante de su vida, con la Compañía Ibero-Americana de Publicaciones (CIAP) que le ofrece una cuantiosa suma a cuenta de la explotación de los derechos literarios, pagadera en mensualidades. Instalado su domicilio familiar en un piso de la calle del General Oraá, 9, empieza a escribir con cierto sosiego. Se aristocratiza y se vuelve más selecto en su entorno cercano de amistades. En 1929 es encerrado quince días en la cárcel Modelo de Madrid, por negarse a pagar una multa impuesta con motivo de unos incidentes ocurridos en el Palacio de la Música en el estreno de El hijo del diablo, una obra de Montaner. La quiebra de la CIAP en 1931 hace que se agote el dinero obtenido y espléndidamente gastado, cuando ya el régimen de Primo de Rivera igualmente da sus últimas horas. La situación económica hace pensar al matrimonio Valle-Inclán Blanco en la separación matrimonial.

### La República: los cargos institucionales y sus últimos días
La situación social y política hace que abandone sus quehaceres artísticos y apoye la llegada de la república española. Ese mismo año, una semana después de la proclamación de la República, en reconocimiento a su larga militancia carlista, el pretendiente Jaime de Borbón y Borbón-Parma (Jaime III), le nombra caballero de la Orden de la Legitimidad Proscrita.Valle-Inclán lucirá la cruz de la Orden en actos celebrados durante la república.

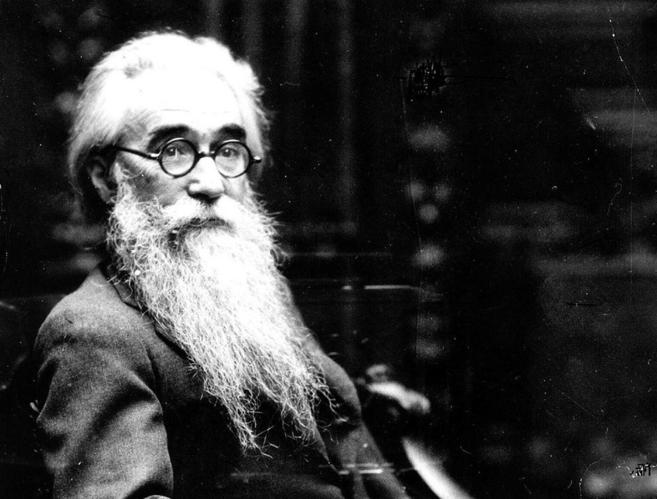
Valle-Inclán en 1930

En las elecciones de 1931, se presenta para diputado por La Coruña y por Pontevedra en las listas del Partido Republicano Radical de Alejandro Lerroux, aunque no sale elegido. Valle-Inclán afirmó en la prensa tras su derrota haber sido víctima de un fraude electoral en el que su adversario, el candidato de la Conjunción Republicano-Socialista Ramón María Tenreiro había echado mano de artimañanas propias de la clase política restauracionista por lo que parecía que la Segunda República no tenía mucho que envidiar al régimen anterior.La persistencia de fraude en las elecciones republicanas se considera probada hoy.
Se encuentra a mitad de la sesentena de edad. Conociéndose públicamente su intención de irse a México en busca de mejora para él y su familia, Manuel Azaña, entonces aún ministro de la Guerra, previo sondeo del interesado, hace gestiones ante el Consejo de Ministros para que se le habilite un cargo que le permita subsistir dignamente. El 2 de septiembre de 1931, el gobierno de la República lo nombra Conservador General del Patrimonio Artístico Nacional,seguido cinco meses después de la dirección del Museo de Aranjuez, «encargándole la realización, como Museo, del que fue Real Sitio de Aranjuez»,pero unos meses más tarde, en junio de 1932, dimite por los desacuerdos con el director general de Bellas Artes en relación con la gestión del nuevo Museo de Aranjuez y por no haber sido informado de la preparación del proyecto de ley de protección del Patrimonio Artístico.
Ese mismo año de 1932 se presenta al Premio Fastenrath correspondiente a 1931, convocado por la Real Academia Española, que termina declarándose desierto. Después de la nula satisfacción con el veredicto, desde el Ateneo de Madrid se lanzaron diatribas contra la Real Academia Española, así como contra todos los académicos que votaron, al interpretarse la decisión en términos políticos y no estrictamente literarios. En compensación por este fallo se realizó un homenaje público de desagravio, en el que participó una gran parte de los intelectuales y escritores del momento.
El 30 de mayo de 1932, conocido ya el veredicto del Premio Fastenrath 1931, Valle-Inclán es elegido para la presidencia del Ateneo Científico, Literario y Artístico de Madrid, sucediendo en el cargo a Manuel Azaña, y se instala con su familia en el domicilio destinado para tal fin, en la calle de Santa Catalina. El tiempo en que permanecerá en el cargo es de siete meses y medio, siendo relevado del cargo el 14 de diciembre por Augusto Barcia Trelles. Valle-Inclán ya era un destacado tertuliano en la «sala de La Cacharrería», fundando su propia tertulia. En su presidencia introduce cambios notorios, y a iniciativa suya, en 1933 se organiza en su sede el primer Congreso de la Asociación de Escritores y Artistas Revolucionarios. También fue uno de los firmantes, el 11 de febrero de 1933, del manifiesto fundacional de la Asociación de Amigos de la Unión Soviética.

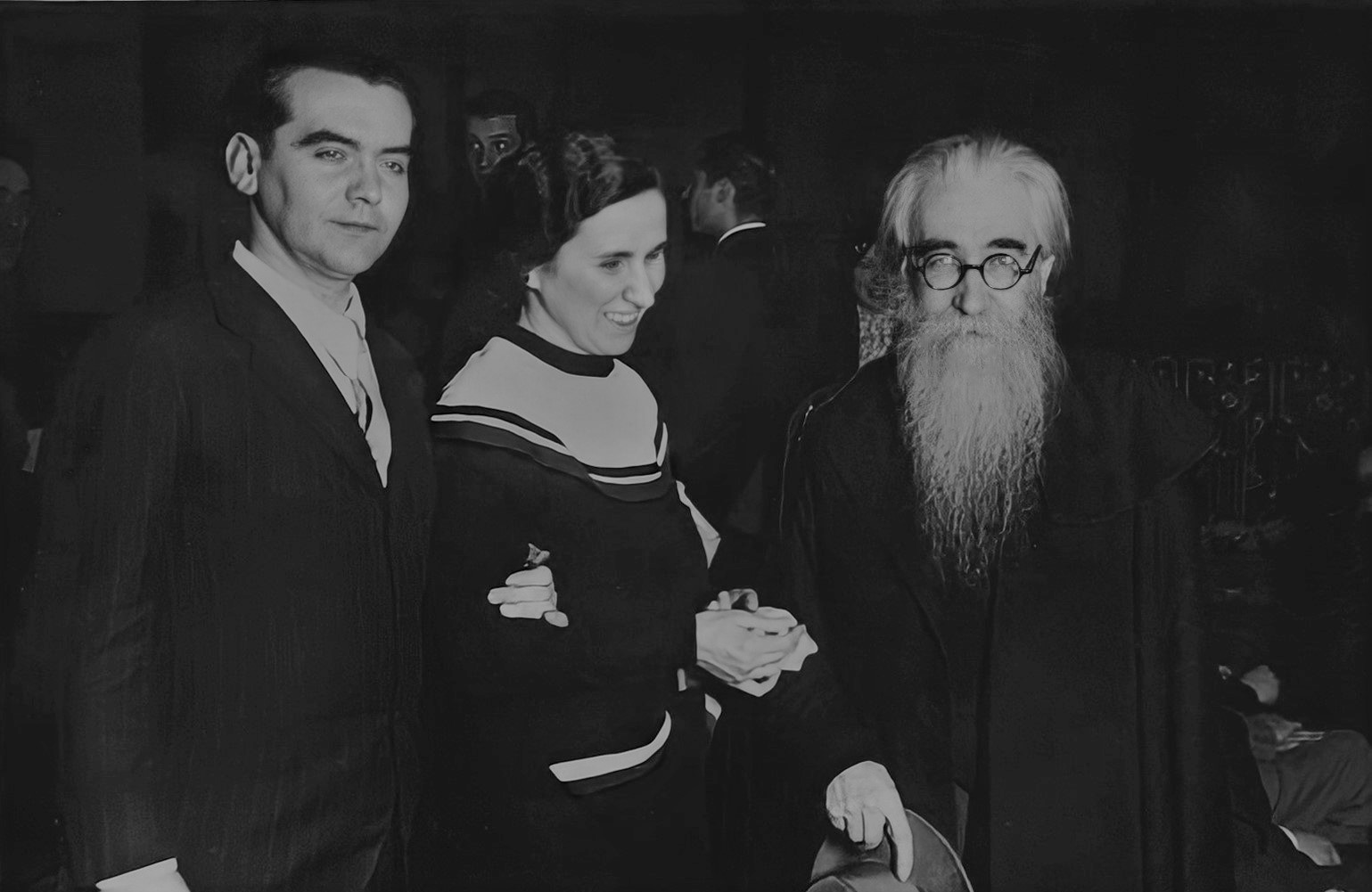
Federico García Lorca, Pura Maórtua de Ucelay y Valle-Inclán en el preestreno de Yerma en Madrid, 1934

En cuando al ámbito familiar, el mismo año de 1932, su esposa solicita el divorcio del enlace matrimonial iniciándose los trámites por la vía judicial para la obtención de la custodia de los hijos y las reclamaciones compensatorias, consideradas muy elevadas por Valle-Inclán. Al estar ya casada la hija mayor, Valle-Inclán se quedaría al cuidado de los tres hijos intermedios, aún menores de edad, mientras que la hija pequeña la custodiaría su madre.
Liberado de la presidencia ateneísta, y con la labor desplegada en una intensa campaña personal de apoyos, consigue ser nombrado director de la Academia Española de Bellas Artes de Roma el 8 de marzo de 1933, desplazándose a Roma, junto con los tres hijos de los que tenía la custodia legal. Al frente de la Academia alternó estancias intermitentes en Roma y largos periodos en Madrid. Ese año, en una entrevista concedida al diario Luz elogia profusamente la obra de Mussolini que había conocido en la Italia fascista y califica la situación de España de «dictadura socialista». Considera que el fascismo italiano no se puede trasponer a España, pero señala que «la dictadura de un individuo puede ser necesaria, pero no de una clase. Es triste llegar a esta conclusión, pero es la realidad, desgraciadamente». 
Aunque por diferencias en cuanto a la administración del centro —con intentos de dimisión por su parte y otros tantos de cese por parte de las autoridades ministeriales— y aun abandonando la institución con su regreso definitivo a España el 3 de noviembre de 1934, su nombramiento se había realizado por tres años según el reglamento vigente por lo que nunca se llegó a oficializar el cese y el siguiente director se nombró al finalizar el periodo correspondiente de tres años. A su regreso se siente enfermo en medio de una pintoresca falta de los más elementales medios de subsistencia. El 16 de noviembre asiste a la representación de su obra teatral Divinas palabras en el Teatro Español. A comienzos de 1935 se lo vuelve a ver paseando por las calles de Madrid decaído, pero con buen humor y hablando de su proyecto romano. El 7 de marzo de 1935 se retiró a Santiago de Compostela, ingresando en el sanatorio de su amigo y doctor Manuel Villar Iglesias donde recibe un tratamiento radioterápico. De vez en cuando se escapa de la clínica y pasea por la ciudad con grupos de jóvenes sentado en el «Café del Derby», en la mayoría galleguistas. Es elegido para formar parte de presidencia del «I Congreso Internacional de Escritores para la Defensa de la Cultura», aunque no podrá asistir al congreso que se celebró en junio de 1935 en París. La situación nacional continúa agravándose, el periódico Ahora de Madrid publica el 2 de octubre de 1935 el que será su último artículo: «Mi rebelión en Barcelona (Nota literaria)» sobre el mismo título de Manuel Azaña.

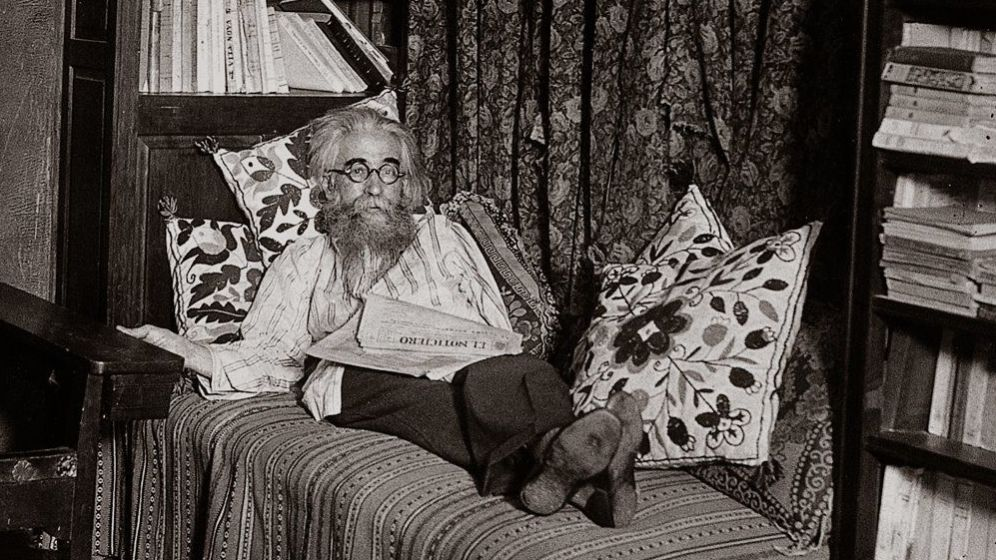
Ramón María del Valle-Inclán en 1930

A iniciativa de Victoriano García Martí, se abre en Galicia una subscripción pública para regalar a Valle-Inclán un pazo en octubre a sus sesenta y nueve años. La idea de tal regalo llega tarde ya que el 5 de enero del año 1936, víspera de la festividad de la Epifanía, tras negarse a recibir auxilio religioso Valle-Inclán muere. El parte a la prensa dice que murió: «a consecuencia de un coma rápido, después de una grave enfermedad de vejiga urinaria complicada con carácter de malignidad». Fue sepultado al día siguiente, en el cementerio de la Boisaca, en una ceremonia civil y en humilde féretro sin esquelas. Tal y como dispuso días antes de su muerte, en el que precisó que: «No quiero a mi lado ni cura discreto, ni fraile humilde, ni jesuita sabiondo». El escultor Francisco Asorey realizó la mascarilla mortuoria de su faz y el pintor Juan Luis lo dibujó de cuerpo yacente. Manuel Azaña escribe al día siguiente del entierro: «Él hubiese querido ser, no el hombre de hoy, sino el de pasado mañana». A partir de ese instante comenzaron una innumerable cantidad de eventos póstumos.
A la muerte de Valle-Inclán, la que fue su mujer y madre de sus hijos, que se hallaba viviendo en Barcelona, consigue una pensión compensatoria del Ministerio de Instrucción Pública del Gobierno del Frente Popular, para la educación de sus hijos.

## Actividad literaria
La actividad literaria de Valle-Inclán comienza con la publicación de algunos pequeños textos en Santiago de Compostela. Poco a poco extendería su obra a varios géneros de la narrativa, desde el relato y las crónicas a la novela, y del teatro además de la poesía lírica.
Toda su obra es de dominio público desde el 1 de enero de 2018. Hasta esa fecha fueron los distintos herederos de Valle-Inclán quienes tuvieron los derechos de explotación y publicación de su obra. Los derechos sobre su obra estuvieron divididos entre los hijos e hijas que le sobrevivieron y luego entre los herederos de estos.

### Narrativa

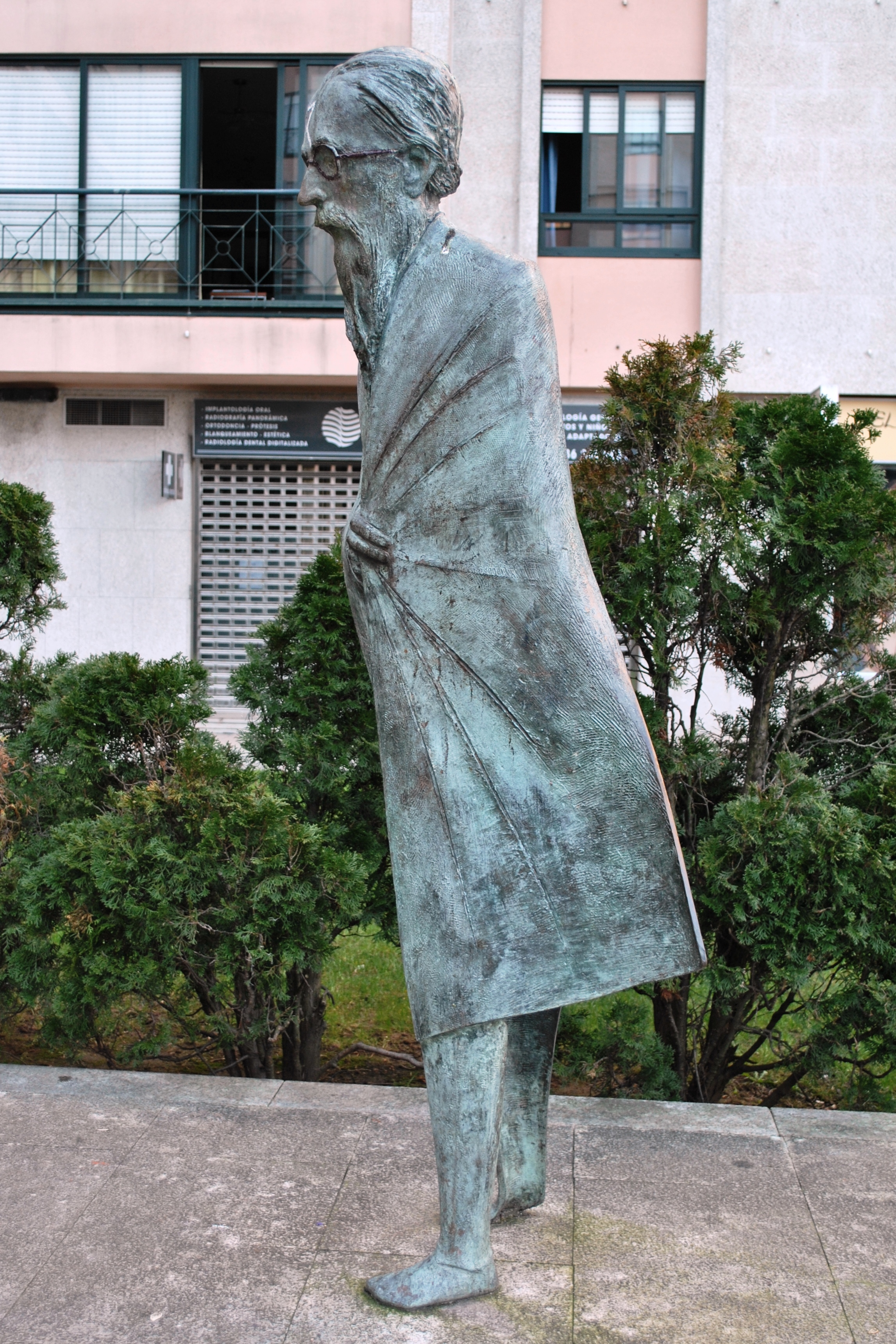
Estatua en Bouzas, Vigo.

Su producción narrativa se inicia en el modernismo. Dentro de esta estética se inicia Valle-Inclán con Femeninas y Epitalamio, colección de relatos sutiles, sensuales y muy musicales. Más adelante llevará a cabo todo un monumento del modernismo: son las Sonatas —Sonata de otoño (1902), Sonata de estío (1903), Sonata de primavera (1904) y Sonata de invierno (1905)—. Tres años tardan en salir las cuatro sonatas. Es con ellas con las que inicia una carrera de escritor. En ellas relata, los amores del marqués de Bradomín, un aristócrata carlista, cínico y sensual que encarna el arquetipo del Don Juan. En estos relatos, Valle-Inclán representa una nostalgia sensitiva típica en los discípulos de Rubén Darío (padre del modernismo, quien lo llevó de Hispanoamérica a España).

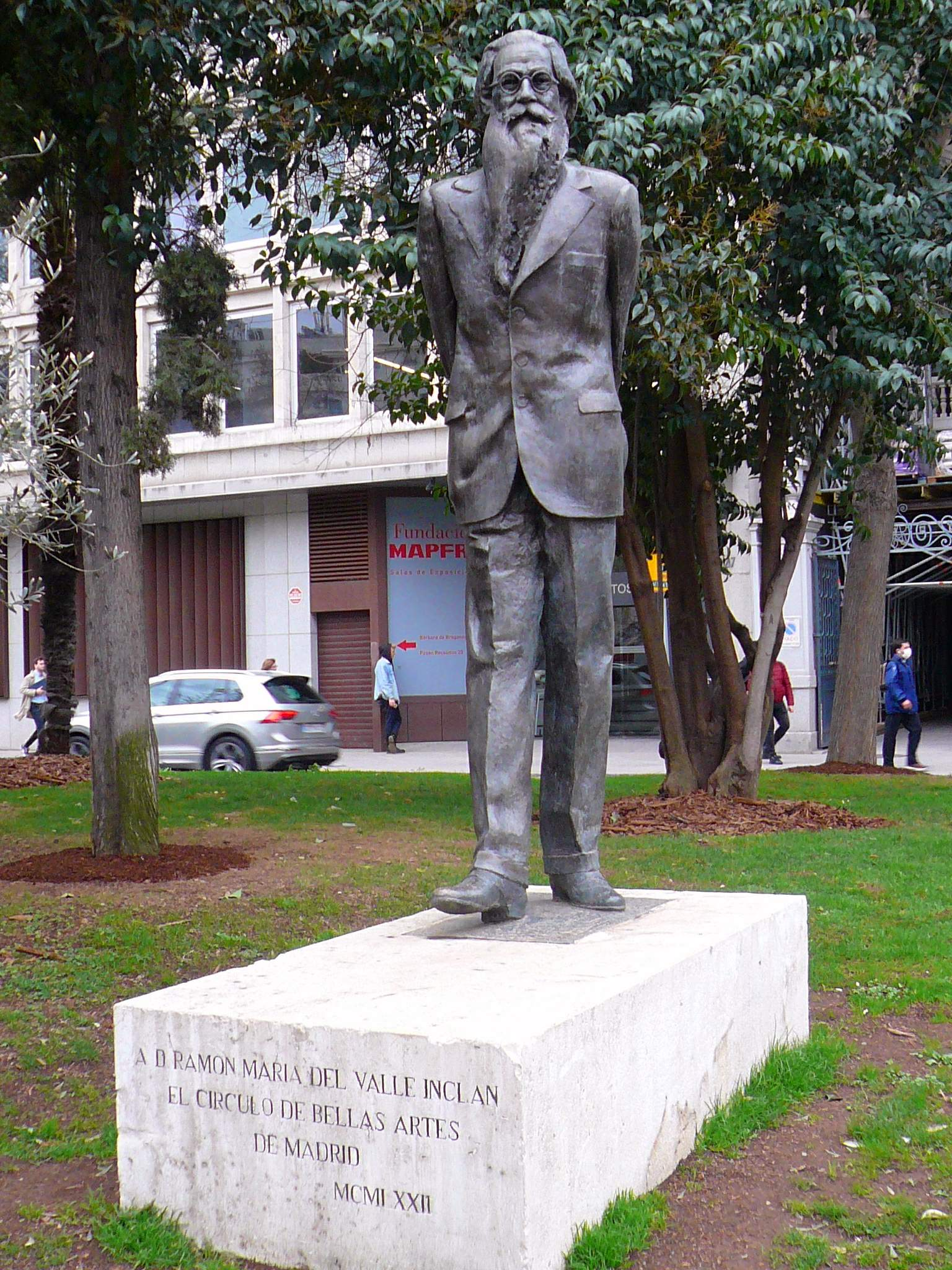
Monumento a Valle-Inclán en el Paseo de Recoletos frente a la Biblioteca Nacional.

Cabe destacar también una de las mejores y más importantes obras en toda la prosa modernista hispana: Flor de santidad. Esta obra, sin huir de las formas musicales y coloridas del modernismo, se centra un poco más en las tradiciones populares y leyendas gallegas con las que Valle se familiarizó en su infancia.
Por la cantidad de texto en estilo directo (diálogos), algunas obras narrativas de Valle-Inclán, como el ciclo de las Comedias bárbaras, podrían considerarse dramáticas. Al revisarlas y comprender la dificultad —o imposibilidad— de representarlas se las ha incluido entre sus novelas.
Otra vertiente de la novelística de Valle-Inclán queda plasmada en los relatos de La Guerra Carlista (1909), donde ofrece un tratamiento nuevo de esta temática, raspando el efectismo épico dominante en obras anteriores del autor y adoptando un estilo más sobrio, entrañable y lleno de emoción.
En la serie de novelas El ruedo ibérico se burla de la corte de Isabel II y presenta ya la orientación crítica y grotesca que predominan en sus últimas creaciones.
Tirano Banderas. Novela de tierra caliente (1926) narra la caída del dictador sudamericano Santos Banderas, personaje despótico y cruel que mantiene el poder gracias al terror y a la opresión. Es una excepcional descripción de la sociedad sudamericana y uno de los primeros ejemplos de la llamada «novela de dictador».
Estas novelas marcan un cambio en la postura estética de Valle-Inclán, acercándose un poco a las preocupaciones y críticas propias de la generación del 98.

No obstante, es importante mencionar la postura formal que adaptó Valle-Inclán en estos cambios. No llegó a revelarse como un artista noventayochista del todo, sino que absorbió las críticas y las preocupaciones de este grupo y las barajó en su estilo propio.

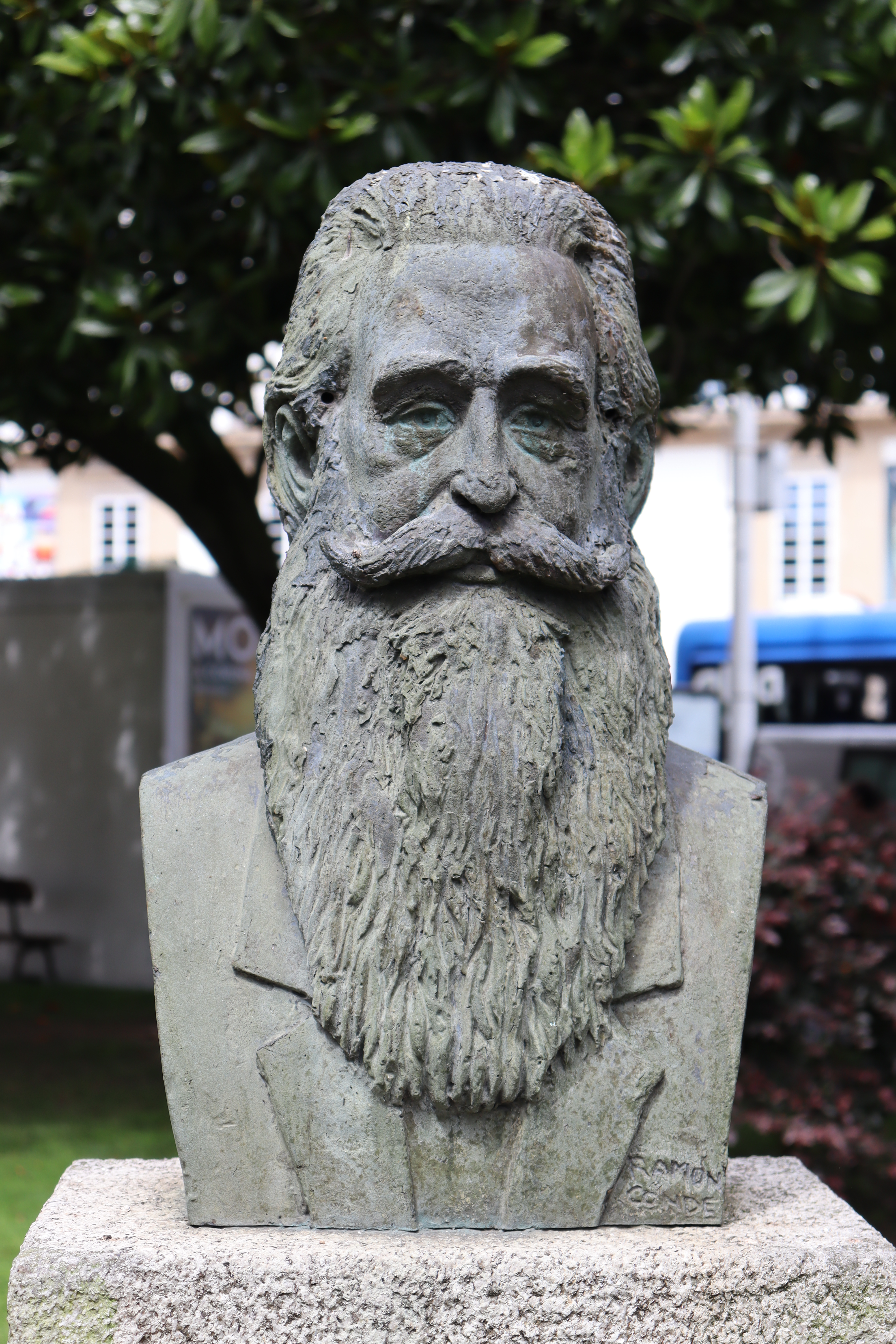
Busto de Valle-Inclán en los Jardines de Méndez Núñez, La Coruña.

### Poesía
La obra poética de Valle-Inclán está reunida en la trilogía Claves líricas (1930), formada por Aromas de leyenda. Versos en loor a un santo ermitaño, El pasajero y La pipa de kif.
Aromas de leyenda. Versos en loor a un santo ermitaño (1907), recibe la influencia del modernismo. Consta de catorce poemas de métrica variada. En ellos recrea diversos aspectos de su Galicia natal: descripciones del paisaje, trabajos cotidianos, milagrería, superstición, etc. Inscrito también en la estética modernista.
El pasajero (1920) desarrolla en treinta y tres composiciones temas trascendentes: la muerte, el dolor, la vida, la pasión, la eternidad, etc.
Con La pipa de kif (1919), Valle-Inclán da paso en sus poemas a lo grotesco, a lo esperpéntico. Esta obra se ha definido como una colección de estampas trágico-humorísticas.

### Teatro
En relación con el teatro y a las artes escénicas Valle-Inclán fue actor, adaptador, traductor, escenógrafo, director teatral, productor teatral y sobre todo, dramaturgo. Escribió numerosas obras de teatro y desde sus comienzos literarios mostró una atracción por el mundo del escenario. El teatro de Valle-lnclán suele dividirse en cinco periodos:
1. Ciclo modernista. A él pertenecen obras como El marqués de Bradomín (1906) y El yermo de las almas (1908).
2. Ciclo mítico. Partiendo de su Galicia natal, Valle-lnclán crea un mundo mítico e intemporal. La irracionalidad, la violencia, la lujuria, la avaricia y la muerte rigen los destinos de los protagonistas. Pertenecen a este periodo la trilogía Comedias bárbaras y Divinas palabras (1920).
3. Ciclo de la farsa. Se trata de un grupo de comedias recogidas en un volumen titulado Tablado de marionetas para educación de príncipes (1909, 1912, 1920). Estas obras presentan un continuo contraste entre lo sentimental y lo grotesco, y sus personajes, marionetas de feria, anuncian la llegada del esperpento.
4. Ciclo esperpéntico. Está formado por Luces de bohemia (1920 y 1924) y el volumen titulado Martes de Carnaval (1930). El esperpento, más que un género literario, es una nueva forma de ver el mundo, ya que deforma y distorsiona la realidad para presentarnos la imagen real que se oculta tras ella. Para ello utiliza la parodia, humaniza los objetos y los animales y animaliza o cosifica a los humanos. Presentados de ese modo, los personajes carecen de humanidad y se presentan como marionetas.
5. Ciclo final. En esta última etapa Valle-Inclán lleva a su extremo las propuestas dramáticas anteriores: presencia de lo irracional e instintivo, personajes deshumanizados, esquematizados y guiñolescos, y la técnica distorsionante del esperpento. Sus obras quedan recogidas en Retablo de la avaricia, la lujuria y la muerte.

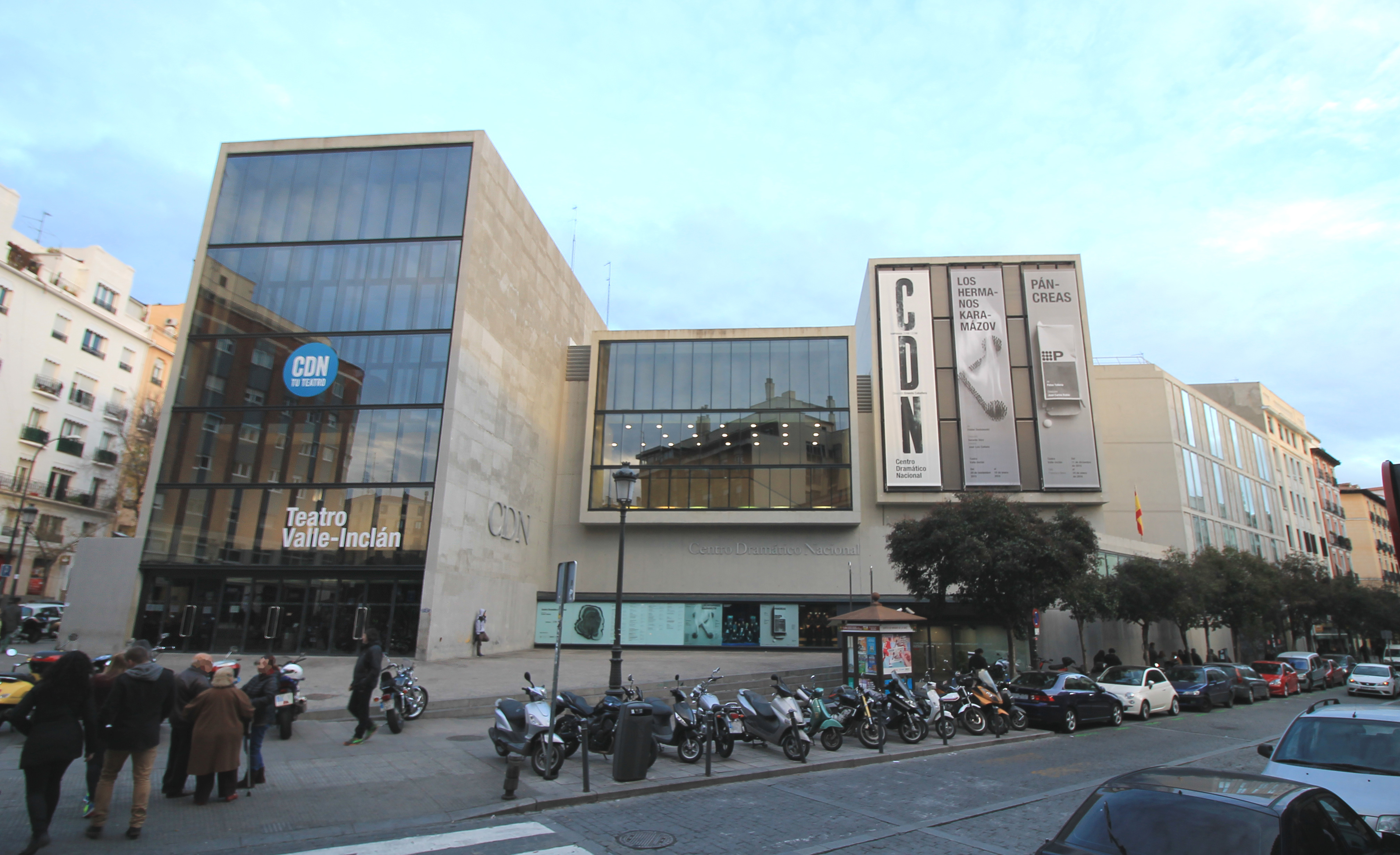
Teatro Valle-Inclán en la plaza de Lavapiés de Madrid, sede del Centro Dramático Nacional.

Valle-Inclán, al igual que Miguel de Unamuno y Azorín, se enfrenta directamente al teatro comercial vigente. Esos tres autores muestran una clara oposición al teatro realista, costumbrista y de corte burgués que tanto éxito tenía en los escenarios, cuyos máximos exponentes en ese momento eran Jacinto Benavente y los hermanos Álvarez Quintero, como antes lo había sido José de Echegaray, si bien cada uno de ellos ensayará una técnica particular.

### Traducciones
Realizó numerosas traducciones. Del portugués: La reliquia, El crimen del Padre Amaro y El primo Basilio, de Eça de Queiroz. Del francés: La condesa de Romaní, de Alejandro Dumas y Las chicas del amigo Lefèvre, de Paul Alexis. Y del italiano: Flor de pasión, de Matilde Serao.

## Obras literarias
Las fechas, cuando son dobles, hacen referencia primero a la publicación de la obra en la prensa periódica y luego en volumen.

También se indican los títulos de aquellas obras que tenía en proyecto pero que no llegó a escribir o de las que se conocen solo fragmentos (manuscritos o publicados).

### Ensayo
- La lámpara maravillosa. Ejercicios espirituales. (1916).

### Teatro
- Cenizas. Drama en tres actos (1899).
- El marqués de Bradomín. Coloquios románticos (estreno, 1906; edición, 1907).

[Basada en la serie narrativa Sonatas: Memorias del Marqués de Bradomín]
Serie Comedias bárbaras (1906-1922):
- Águila de blasón. Comedia bárbara dividida en cinco jornadas (estreno, 1907; edición 1906, 1907).
- Romance de lobos. Comedia bárbara dividida en tres jornadas (1908).
- Cara de Plata. Comedia bárbara (1922).

- El yermo de las almas (1908) [readaptación de Cenizas. Drama en tres actos].
- Farsa infantil de la cabeza del dragón (estreno: 1910, edición 1909, 1914).
- Cuento de abril. Escenas rimadas en una manera extravagante (1910).
- Farsa y licencia de la Reina Castiza (1.ª edición 1910).
- Voces de gesta. Tragedia pastoril (1911).
- El embrujado. Tragedia de tierras de Salnes (estreno, 1912; edición, 1913).
- La marquesa Rosalinda. Farsa sentimental y grotesca (estreno, 1912; edición, 1913).
- Divinas palabras. Tragicomedia de aldea (1919).
- Farsa italiana de la enamorada del rey (1920).
- Farsa y licencia de la Reina Castiza (2.ª edición 1920, definitiva; estreno 1931).
- Luces de bohemia. Esperpento (España. Semanario, 1920) [12 escenas].
- Luces de bohemia. Esperpento (2.ª edición aumentada 1924, definitiva; estreno 1970) [15 escenas].
- Los cuernos de don Friolera. Esperpento (1921, 1925; estreno parcial 1926).
- ¿Para cuándo son las reclamaciones diplomáticas? (1922).
- La rosa de papel. Novela macabra (1924).
- La cabeza del Bautista. Novela macabra (1924).
- Tablado de marionetas para educación de príncipes (1926).

Incluye:
Farsa y licencia de la Reina Castiza.
Farsa italiana de la enamorada del rey.
Farsa infantil de la cabeza del dragón.
- El terno del difunto (1926), retitulada Las galas del difunto (1930).
- Ligazón. Auto para siluetas (1926).
- La hija del capitán. Esperpento (1927).
- Sacrilegio. Auto para siluetas (1927).
- Retablo de la avaricia, la lujuria y la muerte (1927).

Incluye:
Ligazón. Auto para siluetas.
La rosa de papel.
La cabeza del Bautista.
El embrujado.
Sacrilegio. Auto para siluetas.
- Martes de Carnaval. Esperpentos (1930).

Incluye:
Las galas del difunto (El terno del difunto).
Los cuernos de don Friolera. Esperpento.
La hija del capitán. Esperpento.

### Novela
- La cara de Dios. Basada en el célebre drama de don Carlos Arniches (1900).

Serie Sonatas: Memorias del Marqués de Bradomín (1902-1905):
- Sonata de otoño. Memorias del Marqués de Bradomín (1902).
- Sonata de estío. Memorias del Marqués de Bradomín (1903).
- Sonata de primavera. Memorias del Marqués de Bradomín (1904).
- Sonata de invierno. Memorias del Marqués de Bradomín (1905).

- Flor de santidad (1904).

Serie La guerra carlista (1908-1909) [inacabada]:
- Los cruzados de la Causa. La guerra carlista (1908).
- El resplandor de la hoguera. Vol. II. La guerra carlista (1909).
- Gerifaltes de antaño. Vol. III. La guerra carlista (1909).
- Las banderas del rey [en proyecto].
- La guerra en las montañas [en proyecto].

- En la luz del día (El Imparcial, 1917).
- Cartel de Ferias. Cromos isabelinos (1925).
- Zacarías el cruzado (1926).
- Agüero nigromántico (1926).
- Tirano Banderas. Novela de tierra caliente (1926).
- Ecos de Asmodeo (1926).
- Estampas isabelinas. La rosa de oro (1927).
- Fin de un revolucionario. Aleluyas de la Gloriosa (1928).

El ruedo ibérico. Los amenes de un reinado (Serie 1.ª):
- La corte de los milagros (1927).

Aires nacionales (El Sol, 1931; incorporada a La corte de los milagros).
- ¡Viva mi dueño! (1928).
- Baza de espadas. Vísperas septembrinas (El Sol, 1932, incompleta; 1958)

El ruedo ibérico. Aleluyas de la Gloriosa (Serie 2.ª):
- España con honra [en proyecto].
- Trono en ferias [en proyecto].
- Fueros y cantones [en proyecto].

El ruedo ibérico. La Restauración borbónica (Serie 3.ª):
- Los salones alfonsinos [en proyecto].
- Dios, Patria y Rey [en proyecto].
- Los campos de Cuba [en proyecto].

- El trueno dorado (1936, fragmento; póstuma).

### Poesía lírica
- Aromas de Leyenda. Versos en loor a un Santo Ermitaño (1907).
- La pipa de kif (1919).
- El pasajero. Claves líricas (1920).
- Claves líricas (1930) [edición definitiva; recoge toda su poesía].

### Relatos, novelas cortas y cuentos galantes
- Babel (1888).
- A media noche (1889).
- El mendigo (1891).
- El Gran Obstáculo (1892).
- Femeninas. Seis historias amorosas (1895) [6 relatos].

Incluye:
- La condesa de Cela [1893].
- Tula Varona [1893].
- Octavia Santino [1892].
- La Niña Chole [1893].
- La Generala [1892].
- Rosarito [1894].

- Epitalamio (Historia de amores) (1897).
- Corte de amor. Florilegio de honestas y nobles damas (1.ª edición 1903) [4 relatos].

- Rosita.
- Eulalia.
- Augusta.
- Beatriz.

- Jardín umbrío (1.ª edición 1903).

Incluye (entre otros):
- Malpocado.
- El Miedo.
- Tragedia de ensueño.
- El rey de la máscara.
- Un cabecilla.

- Jardín novelesco. Historias de santos, de almas en pena, de duendes y de ladrones (1905) [9 relatos].

Incluye:
| - La adoración de los Reyes al Niño Jesús. - La misa de San Electus. - Un ejemplo. | - Del misterio. - A media noche. - Comedia de ensueño. | - Nochebuena. - Geórgicas. - Una breve Oración. |

- Un bautizo (1906).
- Historias perversas (1907).
- Corte de amor (1908).
- Jardín novelesco. Historias de santos, de almas en pena, de duendes y ladrones (1908).

Incluye (entre otros):
- Fue Satanás.
- La hueste.
- Égloga.
- Hierbas olorosas.

- Una tertulia de antaño (1909) [temática carlista].
- La Corte de Estella (1910) [temática carlista].
- Cofre de sándalo (1909).

Incluye (entre otros):
- Mi hermana Antonia (1909, 1913).

- Historias de amor (1909).

Incluye ocho (entre otros):
- Drama vulgar (1908).

- Las mieles del rosal (1910) [antología].
- Augusta (1913)
- Beatriz (1913)
- Mi hermana Antonia (1913)
- Corte de Amor (2.ª edición 1914).
- Jardín umbrío (2.ª edición 1914) [16 relatos].

Incluye (entre otros):
- Juan Quinto.
- Mi bisabuelo.
- Rosarito.
- Milón de la Arnoya.

- Jardín umbrío (3.ª edición 1920) [17 relatos;[nota 37] versión definitiva].

Incluye:
| - Juan Quinto. - La adoración de los Reyes. - El miedo. - Tragedia de ensueño. - Beatriz. - Un cabecilla. - La misa de San Electus. - El rey de la máscara. | - Mi hermana Antonia. | - Del misterio. - A media noche. - Mi bisabuelo. - Rosarito. - Comedia de ensueño. - Milón de la Arnoya. - Un ejemplo. - Nochebuena y Oración. |

- Corte de Amor (3.ª edición 1922) [5 relatos; versión definitiva]

Incluye:
- Rosita.
- Eulalia.
- Augusta.
- La condesa de Cela.
- La generala.

- Flores de almendro (1936) [recopilación póstuma].

### Crónicas de guerra
- La medianoche. Visión estelar de un momento de guerra (El Imparcial, oct.-dic. 1916; 1917).
- Un día de guerra. Visión estelar. Segunda parte: En la luz del día (El Imparcial, ene.-feb. 1917).

### Series de artículos periodísticos
- Colaboraciones varias en Café con gotas. Semanario satírico ilustrado[nota 9] (1886-1890)
- Paul y Angulo y los asesinos de Prim. Serie de colaboraciones en Ahora (1935).

### Textos inéditos y de edición reciente
La mayoría pertenecen al «Archivo Valle-Inclán Alsina», creado con el legado de Carlos Luis Valle Inclán Blanco y Mercedes Alsina Gómez-Ulla.

Los textos recientemente editados han sido publicados en 2008 en un volumen bajo edición de Javier Valle-Inclán Alsina.
- La muerte bailando (edición 2008)
- Sevilla… (edición 2008)
- Bradomín expone un juicio (edición 2008)
- La marquesa Carolina y Bradomín (edición 2008)
- El Beato Estrellín. Tragedia sacramental [obra dramática]
- Las mujeres de Sálvora [obra dramática]
- El rey ciego
- Caminos y destinos
- Auto de Don Juan
- El Nigromante
- Terremoto
- El Soldado de África
- El Yerno de Gálvez
- [Cuaderno de Francia] [cuaderno de notas]
- [Cuaderno de Navarra] [cuaderno de notas]

## Adaptaciones y obras de inspiración valleinclaniana

### Música
La cantante Cecilia (cantautora) dejó antes de su muerte sin publicar, varias canciones inspiradas en la obra de Valle-Inclán, entre ellas está «Doña Estefaldina», la mayoría se recogen en el álbum recopilatorio Canciones inéditas.

### Ópera
- La cabeza del dragón. Ópera cómica en tres actos divididos en seis escenas (1939, estreno: Barcelona, 1960).

Basada en Farsa infantil de la cabeza del dragón.
Libreto: Ramón del Valle-Inclán. Música: Ricard Lamote de Grignon i Ribas.
- Blutbund. Oper 1 Ak. (1974; estreno: Hamburgo, 1977).

Basada en Ligazón. Auto para siluetas.
Libreto: Ramón del Valle-Inclán. Walter Boehlich (trad.). Música: Hans-Jürgen von Bosse.
- Ligazón (1982, estreno: Cuenca, 1982).

Basada en Ligazón. Auto para siluetas.
Libreto: Ramón del Valle-Inclán. Música: José Luis Turina.
- Divinas palabras (1992, estreno: Madrid, 1997).

Basada en Divinas palabras. Tragicomedia de aldea.
Libreto: Francisco Nieva. Música: Antón García Abril.
- Sonata de primavera (2000; La Plata, Argentina, 2004).

Basada en Sonata de primavera.
Libreto: Alejandro Fontenla. Música: Jorge Fontenla.
- La cabeza del Bautista (estreno: Barcelona, 2009).

Basada en La cabeza del Bautista.
Libreto: Carlos Wagner. Música: Enric Palomar.
- Patto di sangue. Ópera en dos partes: Patto di sangue y La rosa di carta. (estreno: Florencia, 2009).

Basada en Ligazón. Auto para siluetas y en La rosa de papel.
Libreto: Sandro Cappelletto. Maria Luisa D'Amico (trad.). Música: Matteo D'Amico.

### Cine
- Sonatas (México-España, 1959).

Basada en la serie de novelas Sonatas: Memorias del Marqués de Bradomín.
Adaptación: Juan Antonio Bardem, Juan de la Cebada y José Revueltas. Director: Juan Antonio Bardem.
- Flor de santidad (España, 1972).

Basada en la novela Flor de santidad.
Adaptación: Pedro Carvajal y Adolfo Marsillach. Director: Adolfo Marsillach.
- Beatriz (España, 1976).

Basada en los cuentos galantes Beatriz y Mi hermana Antonia.
Adaptación: Santiago Moncada y Gonzalo Suárez. Director: Gonzalo Suárez.
- Divinas palabras (México, 1977).

Basada en la obra teatral Divinas palabras. Tragicomedia de aldea.
Adaptación: Juan Ibáñez. Director: Juan Ibáñez.
- Luces de bohemia (España, 1985).

Basada en la obra teatral Luces de Bohemia. Esperpento.
Adaptación: Mario Camus. Director: Miguel Ángel Díez.
- Divinas palabras (España, 1987).

Basada en la obra teatral Divinas palabras. Tragicomedia de aldea.
Adaptación: José Luis García Sánchez y Enrique Llovet. Director: José Luis García Sánchez.
- Tirano Banderas (España-Cuba-México, 1993).

Basada en la novela Tirano Banderas. Novela de tierra caliente.
Adaptación: Rafael Azcona y Enrique Llovet. Director: José Luis García Sánchez.

### Televisión
- La cabeza del Bautista (España: Escuela Oficial de Cinematografía, 1967).

Basada en la obra teatral La cabeza del Bautista. Novela macabra.
Adaptación: Manuel Revuelta. Director: Manuel Revuelta.
- Comedias bárbaras (España: RTVE, 1968).

Basada en la serie de obras teatrales Comedias bárbaras.
Adaptación: Luis de Castresana. Director: Pascual Cervera.
- La infanzona de medinica (España: RTVE, 19?).

Basada en la «Clave IX: La infanzona de medinica» de la obra poética La pipa de kif.
Adaptación: José Luis Font Espina. Director: José Luis Font Espina.
- Águila de blasón (España: RTVE, 1974).

Basada en la obra teatral Águila de blasón. Comedia bárbara.
Adaptación: José Manuel Fernández. Director: José Antonio Páramo.
- La marquesa Rosalinda (España: RTVE, 1981).

Basada en la obra teatral La marquesa Rosalinda. Farsa sentimental y grotesca.
Director: Francisco Montolio.
- Sonata de estío (España: RTVE, 1982).

Basada en la novela Sonata de estío. Memorias del Marqués de Bradomín.
Adaptación: Enrique Llovet. Director: Fernando Méndez-Leite.
- Sonata de primavera (España: RTVE, 1982).

Basada en la novela Sonata de primavera. Memorias del Marqués de Bradomín.
Adaptación: Enrique Llovet. Director: Enrique Llovet.
- Martes de carnaval (España: RTVE, 2009).

Basada en la serie de esperpentos teatrales Martes de Carnaval. Esperpentos, que incluye Los cuernos de don Friolera. Esperpento, Las galas del difunto y La hija del capitán. Esperpento.
Adaptación: Rafael Azcona y José Luis García Sánchez. Director: José Luis García Sánchez.

### Portales especializados valleinclanianos
- Cátedra Valle Inclán en la Biblioteca Virtual Miguel de Cervantes.
- Cátedra de Extensión Cultural Valle-Inclán. Grupo de Investigación Valle-Inclán da Universidade de Santiago de Compostela (GIVIUS), 1994-.

### Portales especializados y generalistas con sección valleinclaniana
- La Cultura del XIX al XX en España. Madrid: Fundación Zuloaga, 2011.
- PÉREZ ROSADO, Miguel. «El teatro de Valle-Inclán». Archivado el 24 de diciembre de 2010 en Wayback Machine. En: Historia de la Literatura hispánica. [s.l.]: SpanishArts.com, [s.f.].
- PÉREZ ROSADO, Miguel. «La prosa de Valle-Inclán». En: Historia de la Literatura hispánica. [s.l.]: SpanishArts.com, [s.f.].

### Portales especializados de la Edad de Plata
- Portal Edad de Plata. Madrid: Residencia de Estudiantes. CSIC, 2001-.

### Fundaciones y asociaciones valleinclanianas
Asociación Amigos de Valle-Inclán-Revista Cuadrante. Villanueva de Arosa.
- Taller d'Investigacions Valleinclanianes. Bellaterra (Barcelona), 1991-.

### Museos y casas-museos valleinclanianos
https://www.museosdeescritores.com/casa-museo-ramon-del-valle-inclan/
- Casa Museo Valle-Inclán. Villanueva de Arosa (Pontevedra), 1999-.

Ficha informativa ACAMFE.

### Portales de instituciones vinculadas a Valle-Inclán
- Presidentes del Ateneo de Madrid. Madrid: Ateneo Científico, Literario y Artístico de Madrid.

### Publicaciones periódicas valleinclanianas
- Anuario Valle-Inclán. GIVIUS, 2001-. Sumarios 2001-2010.
- El Pasajero. Revista de Estudios sobre Ramón del Valle-Inclán. Sant Cugat del Vallès: Associació d'Idees; Taller d'Investigacions Valleinclanianes, 2000-. ISSN 1576-1320.
- Cuadrante. Revista cultural da Asociación de Amigos de Valle-Inclán. Villanueva de Arosa (Pontevedra): Asociación Amigos de Valle-Inclán, 2000-. ISSN 1698-3971.
- Bradomín. Revista de Estudios sobre Ramón del Valle-Inclán e o seu Tempo. Villanueva de Arosa (Pontevedra): Fundación Valle-Inclán, 2005-. Sumario n. 1, ene. 2005.

### Tributos y noticias valleinclanianas en prensa
- El Cultural, 20-26 de enero de 2012, «Desmontando a Valle».

repositorio 1. Archivado el 22 de mayo de 2022 en Wayback Machine.
repositorio 2.

### Portales y páginas personales de valleinclanistas
- LIMA, Robert. Archivado el 6 de junio de 2012 en Wayback Machine. Pensilvania: Pennsylvania State University.

### Tributos personales y portales didácticos valleinclanianos
- GONZÁLEZ-SERNA SÁNCHEZ, José María. Ramón María del Valle-Inclán (grotesco personaje). San José de la Rinconada (Sevilla): IES Carmen Laffón, [s.f.].
- TALLER D'INVESTIGACIONS VALLEINCLANIANES. «Valle-Inclán para estudiantes». En: El Pasajero. Revista de Estudios sobre Ramón del Valle-Inclán, [s.f.].

### Obras y adaptaciones
- Martes de carnaval (España: RTVE, 2009).

Adaptación: Rafael Azcona y José Luis García Sánchez. Director: José Luis García Sánchez.
Capítulo 1: Los cuernos de don Friolera.
Capítulo 2: Las galas del difunto.
Capítulo 3: La hija del capitán.

### Documentales y docudramas
- De tertulia con Valle-Inclán (España: Sociedad Estatal de Acción Cultural, 2011).

Guion: Silvio Martínez. Director: José Luis García Sánchez.
- Datos: Q311001
- Multimedia: Ramón María del Valle-Inclán / Q311001
- Citas célebres: Ramón María del Valle-Inclán
- Textos: Autor:Ramón María del Valle-Inclán